# 神盾局特工角色列表

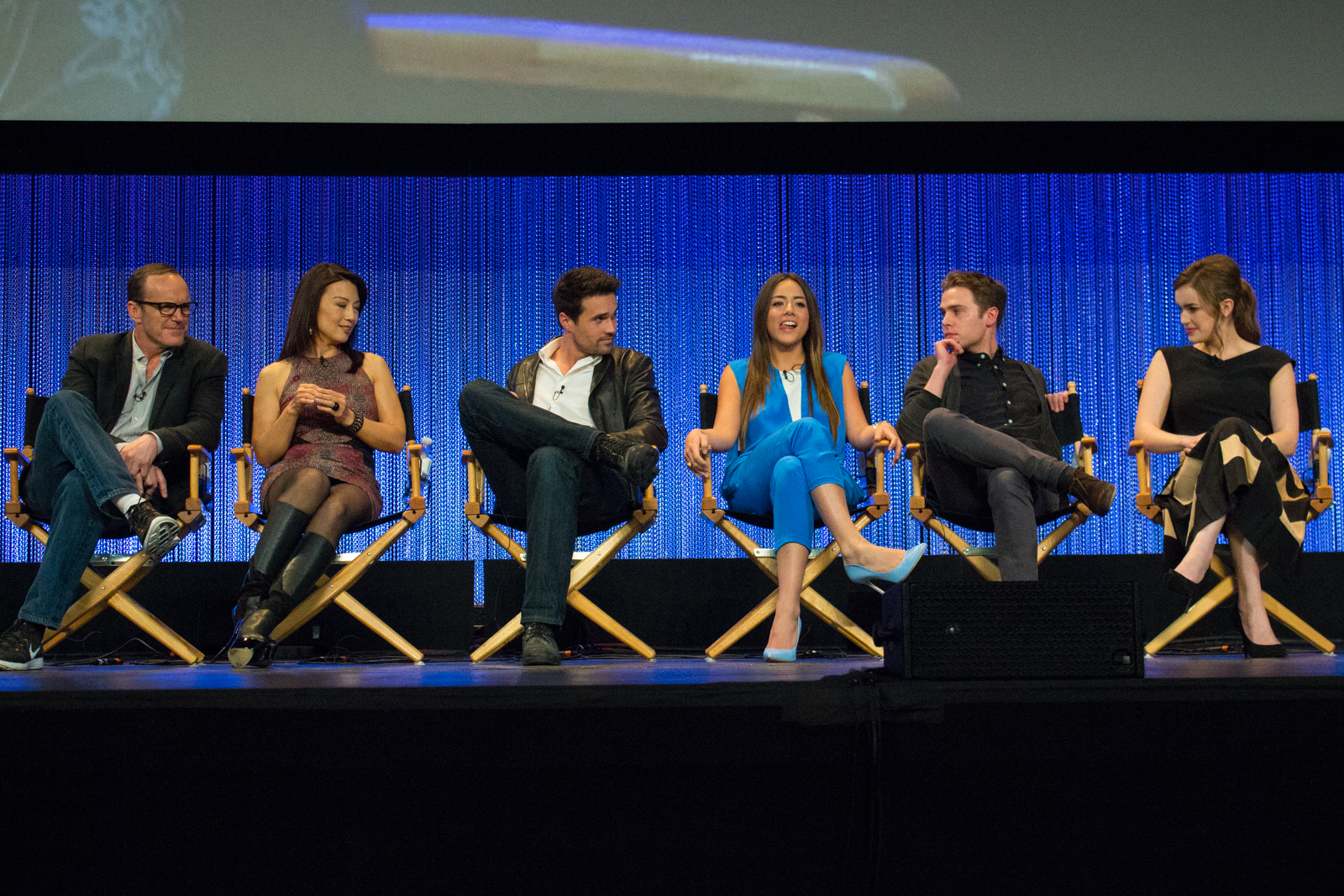
《神盾局特工》第一季演员出席2014年PaleyFest电视节（从左至右：格雷格、温明娜、道顿、汪可盈、卡斯泰克和韓斯翠奇）。

《神盾局特工》（英語：Marvel's Agents of S.H.I.E.L.D.）是一部美国电视剧，由乔斯·温登、杰德·温登与茉莉莎·譚雀羅蘭共同開創，美国广播公司发行制作，基于漫威漫画同名组织神盾局（国土战略防御攻击与后勤保障局）而创作。此剧由克拉克·格雷格、温明娜、布雷特·達爾頓、汪可盈、伊恩·德·卡斯泰克与伊丽莎白·韓斯翠奇共同主演，尼克·布劳德与阿德琳妮·帕里奇则于第二季加入，并围绕着创建了神盾局特工小队，从而调查超人类现象的菲尔·科尔森而展开。《神盾局特工》设定为漫威电影宇宙的一部分，主角为一部分从电影与短片中获特许重新出演的演员，包括格雷格、寇碧·史莫德斯、山繆·傑克森、泰提斯·威爾利夫、麥斯米利亞諾·赫南德斯、杰米·亚历山大、海莉·阿特维尔、尼尔·麦克唐纳与肯尼斯·崔。第三季盧克·米歇爾與亨利·西蒙斯被提升為主要演員。

## 人物總覽

### 主要演員
| 角色                        | 演員                        | 登場季數        | 登場季數        | 登場季數        | 登場季數        | 登場季數        | 登場季數        | 登場季數        |
| 角色                        | 演員                        | 1               | 2               | 3               | 4               | 5               | 6               | 7               |
| 主要人物                    | 主要人物                    | 主要人物        | 主要人物        | 主要人物        | 主要人物        | 主要人物        | 主要人物        | 主要人物        |
| --------------------------- | --------------------------- | --------------- | --------------- | --------------- | --------------- | --------------- | --------------- | --------------- |
| 菲爾·考森                   | 克拉克·格雷格               | 主演            | 主演            | 主演            | 主演            | 主演            | Does not appear | Does not appear |
| 中士                        | 克拉克·格雷格               | Does not appear | Does not appear | Does not appear | Does not appear | Does not appear | 主演            | Does not appear |
| 菲爾·考森（LMD）            | 克拉克·格雷格               | Does not appear | Does not appear | Does not appear | Does not appear | Does not appear | 客串            | 主演            |
| 梅琳達·梅                   | 溫明娜                      | 主演            | 主演            | 主演            | 主演            | 主演            | 主演            | 主演            |
| 葛蘭特·沃德蜂巢             | 布雷特·達爾頓               | 主演            | 主演            | 主演            | 常設            | Does not appear | Does not appear | Does not appear |
| 葛蘭特·沃德蜂巢             | 布雷特·達爾頓               | Does not appear | Does not appear | 主演            | Does not appear | 客串            | Does not appear | Does not appear |
| 黛西·「絲凱」·約翰森 震盪女 | 汪可盈                      | 主演            | 主演            | 主演            | 主演            | 主演            | 主演            | 主演            |
| 里奧·費茲                   | 伊恩·德·卡斯泰克            | 主演            | 主演            | 主演            | 主演            | 主演            | 主演            | 客串            |
| 潔瑪·西蒙斯                 | 伊麗莎白·韓斯翠奇           | 主演            | 主演            | 主演            | 主演            | 主演            | 主演            | 主演            |
| 蘭斯·杭特                   | 尼克·布魯德                 | Does not appear | 主演            | 主演            | Does not appear | 客串            | Does not appear | Does not appear |
| 芭比·莫斯                   | 阿德琳妮·帕里奇             | Does not appear | 主演            | 主演            | Does not appear | Does not appear | Does not appear | Does not appear |
| 艾爾方索·「麥克」·麥肯齊    | 亨利·西蒙斯                 | Does not appear | 常設            | 主演            | 主演            | 主演            | 主演            | 主演            |
| 林肯·坎貝爾                 | 盧克·米歇爾                 | Does not appear | 常設            | 主演            | Does not appear | Does not appear | Does not appear | Does not appear |
| 霍登·雷德克里夫             | 約翰·漢納                   | Does not appear | Does not appear | 常設            | 主演            | Does not appear | Does not appear | Does not appear |
| 埃琳娜·羅德里奎 溜溜球      | 娜塔莉亞·科多娃-巴克利      | Does not appear | Does not appear | 常設            | 常設            | 主演            | 主演            | 主演            |
| 迪克·蕭                     | 傑夫·沃德                   | Does not appear | Does not appear | Does not appear | Does not appear | 常設            | 主演            | 主演            |
| 常設人物                    |                             |                 |                 |                 |                 |                 |                 |                 |
| 麥克·彼德森 死亡戰士        | J·奧格斯特·理查茲           | 常設            | 客串            | Does not appear | Does not appear | 客串            | Does not appear | Does not appear |
| 伊恩·奎恩                   | 大衛·康瑞德                 | 常設            | Does not appear | Does not appear | Does not appear | 客串            | Does not appear | Does not appear |
| 蕾娜                        | 露絲·奈嘉                   | 常設            | 常設            | Does not appear | Does not appear | 客串            | Does not appear | Does not appear |
| 维多莉亞·漢德               | 莎佛朗·布洛斯               | 常設            | Does not appear | Does not appear | Does not appear | Does not appear | Does not appear | Does not appear |
| 维多莉亞·漢德               | 瑞秋·尚克                   | Does not appear | Does not appear | Does not appear | Does not appear | Does not appear | Does not appear | 客串            |
| 戴維斯                      | 麥西米利安·奧辛斯基         | 客串            | Does not appear | Does not appear | 常設            | 常設            | 常設            | 客串            |
| 安妮·威佛                   | 克莉斯汀·亞當斯             | 常設            | 常設            | Does not appear | Does not appear | Does not appear | Does not appear | Does not appear |
| 約翰·蓋瑞特 千里眼          | 比爾·派斯頓                 | 常設            | Does not appear | Does not appear | Does not appear | Does not appear | Does not appear | Does not appear |
| 約翰·蓋瑞特 千里眼          | 詹姆斯·派斯頓               | Does not appear | Does not appear | Does not appear | Does not appear | Does not appear | Does not appear | 客串            |
| 安東尼·崔普雷特             | B·J·布利特                  | 常設            | 常設            | Does not appear | 常設            | Does not appear | Does not appear | Does not appear |
| 葛倫·塔伯特 重力子          | 亞卓安·帕斯達               | 客串            | 常設            | 常設            | 常設            | 常設            | Does not appear | Does not appear |
| 柯尼吉兄弟                  | 帕頓·奧斯瓦爾特             | 客串            | 常設            | Does not appear | 客串            | Does not appear | Does not appear | 客串            |
| 凱文·約翰森                 | 凱爾·麥克拉克倫             | 客串            | 常設            | Does not appear | Does not appear | Does not appear | Does not appear | Does not appear |
| 卡爾·克瑞爾                 | 布萊恩·派屈克·韋德          | Does not appear | 客串            | Does not appear | Does not appear | 常設            | Does not appear | Does not appear |
| 丹尼爾·懷特霍               | 瑞德·戴蒙                   | Does not appear | 常設            | 客串            | Does not appear | 客串            | Does not appear | Does not appear |
| 蘇尼爾·巴克希               | 西蒙·凱斯安尼斯             | Does not appear | 常設            | Does not appear | 客串            | Does not appear | Does not appear | Does not appear |
| 卡拉·帕拉瑪斯 特工三十三號  | 瑪雅·斯托揚                 | Does not appear | 常設            | Does not appear | Does not appear | Does not appear | Does not appear | Does not appear |
| 嘉穎·約翰森                 | 迪辰·拉克曼                 | Does not appear | 常設            | Does not appear | Does not appear | Does not appear | Does not appear | 客串            |
| 高登                        | 傑米·哈里斯                 | Does not appear | 常設            | Does not appear | Does not appear | Does not appear | Does not appear | Does not appear |
| 高登                        | 芬·亞古斯                   | Does not appear | Does not appear | Does not appear | Does not appear | Does not appear | Does not appear | 客串            |
| 羅伯特·岡澤勒斯             | 愛德華·詹姆斯·奧莫斯        | Does not appear | 常設            | Does not appear | Does not appear | Does not appear | Does not appear | Does not appear |
| 愛麗莎·懷特利               | 艾莉西亞·維拉-貝利          | Does not appear | 常設            | 常設            | Does not appear | Does not appear | Does not appear | Does not appear |
| 安德魯·迦納 鞭笞            | 布萊爾·安德伍德 麥特·威利格 | Does not appear | 客串            | 常設            | Does not appear | Does not appear | Does not appear | Does not appear |
| 蘿莎琳·普萊斯               | 康絲坦絲·季默               | Does not appear | Does not appear | 常設            | Does not appear | Does not appear | Does not appear | Does not appear |
| 盧瑟·班克斯                 | 安德魯·霍華德               | Does not appear | Does not appear | 常設            | Does not appear | Does not appear | Does not appear | Does not appear |
| 喬伊·葛鐵雷茲               | 胡安·帕布羅·瑞巴            | Does not appear | Does not appear | 常設            | Does not appear | Does not appear | Does not appear | Does not appear |
| 吉迪恩·馬利克               | 鮑爾斯·布思                 | Does not appear | Does not appear | 常設            | Does not appear | Does not appear | Does not appear | Does not appear |
| 吉迪恩·馬利克               | 卡麥倫·帕拉塔斯             | Does not appear | Does not appear | 客串            | Does not appear | Does not appear | Does not appear | 客串            |
| 沃納·馮·史特拉克            | 史賓瑟·崔特·克拉克          | Does not appear | Does not appear | 常設            | Does not appear | 常設            | Does not appear | Does not appear |
| 吉耶拉                      | 馬克·德可斯可               | Does not appear | Does not appear | 常設            | Does not appear | Does not appear | Does not appear | Does not appear |
| J·T·詹姆斯 地獄火           | 阿克塞·懷海德               | Does not appear | Does not appear | 常設            | 客串            | Does not appear | Does not appear | Does not appear |
| 波莉·辛頓                   | 蘿拉·格勞蒂尼               | Does not appear | Does not appear | 常設            | Does not appear | 常設            | Does not appear | Does not appear |
| 安德森                      | 亞歷山大·瑞斯               | Does not appear | Does not appear | 常設            | 常設            | Does not appear | Does not appear | Does not appear |
| 奈森尼爾·馬利克             | 喬爾·科特尼                 | Does not appear | Does not appear | 客串            | Does not appear | Does not appear | Does not appear | Does not appear |
| 奈森尼爾·馬利克             | 湯瑪士·E·蘇利文             | Does not appear | Does not appear | Does not appear | Does not appear | Does not appear | Does not appear | 常設            |
| 派珀                        | 布莉亞娜·凡斯克斯           | Does not appear | Does not appear | 客串            | 常設            | 常設            | 常設            | 客串            |
| 傑佛瑞·梅斯 愛國者          | 傑森·歐瑪拉                 | Does not appear | Does not appear | Does not appear | 常設            | Does not appear | Does not appear | Does not appear |
| 羅比·雷耶斯 幽靈騎士        | 蓋布瑞·盧納                 | Does not appear | Does not appear | Does not appear | 常設            | Does not appear | Does not appear | Does not appear |
| 愛倫·納迪爾                 | 帕敏德·奈格拉               | Does not appear | Does not appear | Does not appear | 常設            | Does not appear | Does not appear | Does not appear |
| 伊萊·莫羅                   | 喬瑟·祖尼加                 | Does not appear | Does not appear | Does not appear | 常設            | Does not appear | Does not appear | Does not appear |
| 艾達 艾葛妮絲·齊沃斯        | 瑪洛莉·詹森                 | Does not appear | Does not appear | Does not appear | 常設            | Does not appear | Does not appear | Does not appear |
| 露西·鮑爾                   | 莉莉·博索                   | Does not appear | Does not appear | Does not appear | 常設            | Does not appear | Does not appear | Does not appear |
| 蓋博·雷耶斯                 | 洛倫佐·詹姆斯·亨利          | Does not appear | Does not appear | Does not appear | 常設            | Does not appear | Does not appear | Does not appear |
| 伯羅斯                      | 派翠克·卡瓦納               | Does not appear | Does not appear | Does not appear | 常設            | Does not appear | Does not appear | Does not appear |
| 普林斯                      | 瑞卡多·沃克                 | Does not appear | Does not appear | 常設            | 常設            | Does not appear | Does not appear | Does not appear |
| 維傑·納迪爾                 | 馬尼什·達亞爾               | Does not appear | Does not appear | Does not appear | 客串            | Does not appear | Does not appear | Does not appear |
| 安東·伊凡諾夫 上級          | 查克·麥高恩                 | Does not appear | Does not appear | Does not appear | 常設            | 常設            | Does not appear | Does not appear |
| 荷普·麥肯錫                 | 喬登·路維瓦                 | Does not appear | Does not appear | Does not appear | 常設            | Does not appear | Does not appear | Does not appear |
| 伊諾克                      | 喬爾·斯托佛                 | Does not appear | Does not appear | Does not appear | 客串            | 常設            | 常設            | 常設            |
| 泰絲                        | 伊芙·哈洛                   | Does not appear | Does not appear | Does not appear | Does not appear | 常設            | Does not appear | Does not appear |
| 卡塞爾斯                    | 多明奈克·雷恩斯             | Does not appear | Does not appear | Does not appear | Does not appear | 常設            | Does not appear | Does not appear |
| 瑟娜拉                      | 佛羅倫斯·費佛瑞             | Does not appear | Does not appear | Does not appear | Does not appear | 常設            | Does not appear | Does not appear |
| 佛林特                      | 考伊·史都華                 | Does not appear | Does not appear | Does not appear | Does not appear | 常設            | 客串            | 客串            |
| 格里爾                      | 普魯特·泰勒·文斯            | Does not appear | Does not appear | Does not appear | Does not appear | 常設            | Does not appear | Does not appear |
| 海爾准將                    | 凱薩琳·丹特                 | Does not appear | Does not appear | Does not appear | Does not appear | 常設            | Does not appear | Does not appear |
| 露比·海爾                   | 德芙·卡梅隆                 | Does not appear | Does not appear | Does not appear | Does not appear | 常設            | Does not appear | Does not appear |
| 夸瓦斯                      | 彼得·曼薩赫                 | Does not appear | Does not appear | Does not appear | Does not appear | 常設            | Does not appear | Does not appear |
| 凱勒                        | 盧卡斯·布萊恩特             | Does not appear | Does not appear | Does not appear | Does not appear | Does not appear | 常設            | Does not appear |
| 馬庫斯·班森                 | 貝瑞·沙巴卡·亨利            | Does not appear | Does not appear | Does not appear | Does not appear | Does not appear | 常設            | Does not appear |
| 賈科                        | 溫斯頓·詹姆斯·法蘭西斯      | Does not appear | Does not appear | Does not appear | Does not appear | Does not appear | 常設            | Does not appear |
| 派斯                        | 麥特·歐黎瑞                 | Does not appear | Does not appear | Does not appear | Does not appear | Does not appear | 常設            | Does not appear |
| 雪花                        | 布魯克·威廉斯               | Does not appear | Does not appear | Does not appear | Does not appear | Does not appear | 常設            | Does not appear |
| 瑪拉基                      | 克里斯多夫·詹姆斯·貝克      | Does not appear | Does not appear | Does not appear | Does not appear | Does not appear | 常設            | 客串            |
| 伊賽爾                      | 卡洛琳娜·懷德拉             | Does not appear | Does not appear | Does not appear | Does not appear | Does not appear | 常設            | Does not appear |
| 威爾佛雷德·馬利克           | 達倫·巴奈特尼爾·布萊索      | Does not appear | Does not appear | Does not appear | Does not appear | Does not appear | Does not appear | 常設            |
| 路克                        | 路克·貝恩斯托拜斯·耶利克    | Does not appear | Does not appear | Does not appear | Does not appear | Does not appear | Does not appear | 常設            |
| 茜比爾                      | 塔瑪拉·泰勒                 | Does not appear | Does not appear | Does not appear | Does not appear | Does not appear | Does not appear | 常設            |
| 丹尼爾·蘇薩                 | 恩維爾·喬卡亞               | Does not appear | Does not appear | Does not appear | Does not appear | Does not appear | Does not appear | 常設            |
| 蔻拉                        | 黛安·杜安                   | Does not appear | Does not appear | Does not appear | Does not appear | Does not appear | Does not appear | 常設            |

## 主要人物
- 菲利浦·J·「菲爾」·考森（Phillip J. "Phil" Coulson；克拉克·格雷格飾，第1-7季主演[1]，粵語配音：楊耀泰）

神盾局資深特工，機密安全等級八，原本在紐約戰役中陣亡，其後透過局長尼克·福瑞秘密進行的「大溪地計畫」“死而復生”。回歸神盾局後獲得福瑞的支持，成立一支半獨立的機動工作小隊，專門處理各種與異能人士、超自然現象相關，或需要快速反應的特殊事件。後來得知神盾局復活自己的真相，並遭遇神盾局的淪陷之後，被尼克·福瑞任命為新神盾局的局長，負責腳踏實地地重建神盾局，不過基於一段時間的“瞎指揮”，領導力不被部分人士接受，於是成為了神盾局第二次內戰的導火線。最後將領導位置奪回來後，才決定正式肩負起神盾局領袖的職責，准許隊伍協助受困在外的異人。於異人危機過後，局長位置隨著被迫簽署《蘇科維亞協議》而讓給別人，但他仍然掌握全面外勤任務。對抗失控人工智能「艾達」時為了消滅她，不惜和幽靈騎士做交易而燒盡身上復活他的克里人血液，導致他生命開始受到威脅。他帶傷堅持行動的時候也命令梅等人不要再救他一命，選擇對此順其自然時，也讓「是否要挽救他性命」成為釀成未來慘劇的最大因素。最後，他自願捨棄營救自己一命的良藥，讓黛西擊敗被重力鎓強化的塔伯特且拯救未來後，他就此從神盾局裡退休，和梅來到真正大溪地裡安享他最後的日子。
- 克拉克·格雷格在第六季同時飾演中士／帕查庫特克（Sarge / Pachakutiq）：一位來自“外來世界”的傭兵領袖，謎一般的身份，歲數過百，擁有考森的長相、說詞及相同DNA。帶領自己的團隊穿越各個星球，搜尋並殲滅外星寄生蟲群體「伯勞」與其創造者。這次來到地球後跟神盾局發生多次衝突和交涉，因有著考森面孔而時常遭到誤認。後來揭示他原是一種非物質化的「精神」，肉體源於考森親自跟“恐懼維度”近距離接觸時被三塊巨石的能量所構建出來，因而得到考森的一部分意識和記憶。他一直以來都是受不存在的仇恨驅使追殺“宿敵”伊賽爾，但其實曾經身為伊賽爾身邊的忠誠侍從，僅是受考森的記憶和意識所影響而產生兩種人格且“自相矛盾”。在古廟一戰中，即使梅盡全力想將他導回正途，中士最終被伊賽爾勸服而回到她的掌控之中，但隨著梅將伊賽爾殺死，他也一同被麥克和黛西合作斬殺，跟著考森的肉體一同不復存在。

- 角色借鑒於1438年至1471年間的同名印加帝國君主。

- 克拉克·格雷格在第七季中再次飾演菲爾·考森，而這次是以長生人技術強化、以生化機械替身驅動的機械人形式回歸，其擁有考森生前的全部記憶與意識。在神盾局全員逃至過去年代，籌備著對抗未來時入侵地球的長生人大軍時，他被啟用擔任神盾局專家。經過多次協助同伴而得到信任，開始擁有考森的使命感和責任感，一度以自盡手段來阻止長生人。即使機械身摧毀，仍然能將意識保存在別處，隨後靠備用的機械身繼續行動。選擇遵從自己、守護同伴至最後一刻，最終協助神盾局挫敗長生人侵略的計劃，並完全繼承考森的生命、遺志和思想，並且還繼承考森本尊遺留的「蘿拉」跑車，離開神盾局後繼續未完的事業。

- 梅琳達·喬蓮·梅（英语：Melinda May）（；温明娜飾[5]，第1-7季主演，粵語配音：姜嘉蕾）

神盾局飛航兼武術專家，機密安全等級七，與考森是多年舊識，是神盾局的傳奇人物，人稱「騎兵」（The Cavalry，同時譯作救兵）。她多年前在巴林麥納瑪的一場任務中，為保護戰友而被迫對一名有高度威脅的異人小女孩痛下殺手，任務給她留下無法消除的心理陰影，最後选择離開外勤，成為不苟言笑、個性嚴肅，坐在办公室处理文書的行政人員。在考森半請求半強迫的命令下才重出江湖，雖然外勤工作會令當年的惡夢揮之不去，但為了保護同伴仍願意挺身而戰，經歷很長一段時間的沖刷才徹底走出陰影。雖然結過婚，但她和彼此合作加並肩作戰多年的考森一直有著好感。在前夫安德魯·迦納變成異人並最終陣亡後，她慢慢開始和考森越見曖昧，乃至陪伴他到生命盡頭。考森的死作為她心理邁不過去的陰影，乃至於一年後出現有著考森面孔的中士，得知他有考森回憶後無法對他採取強硬手段。但隨著她最終被中士重傷、由此接受中士不是考森的事實，因此忍著傷痛協助夥伴消滅中士，臨死的她所幸被潔瑪送入冬眠艙，以靜止狀態延續生命。在時間穿越任務期間康復，由於負傷期間進入過無生死、無情感的恐懼維度，使她身上獲得同理心感知能力，不僅能靠觸碰感受他人的情緒，還能夠識別出冒充人類的長生人。能力隨著任務走向而持續增強、無需觸碰便能進行感知。當團隊回歸原始時間線後，她協助同伴摧毀長生人的侵略，並擴大自身能力來將地球上的長生人修改為“朋友”。當戰役結束後，她選擇退出前線，來到以考森命名的全新神盾局學院中擔任導師兼教官。
- 葛蘭特·道格拉斯·沃德（英语：Grant Ward (Marvel Cinematic Universe)）（；布雷特·達爾頓飾，第1-3季主演[6]，第4季常設，粵語配音：蔡忠卫）

神盾局實戰特務兼間諜活动專家，精通六國語言、习惯獨來獨往；面對敵人威脅時仍然可以保持冷靜、採取適當應對措施。在考森的隊伍一向不合群，隨著時間推及才有所改變。後來證實他是一位潛伏的九頭蛇間諜，源於多年前被蓋瑞特從少管所中招募、一手訓練而成，身份隨著神盾局的淪陷也隨之暴露，雖然打在並不信任九頭蛇的理念之下打算為自己贖罪，但卻處處受同組成員的排擠與冷漠。之後因神盾局間接導致讓他不慎誤殺女友卡拉，為了向神盾局復仇而接管九頭蛇的領導權，通過種種考驗的他被九頭蛇高層吉迪恩·馬利克稱讚為「九頭蛇有史以來最出色的士兵」。最後在一場登陸星球的異人撤離行動中，被復仇心切的考森終結生命，但死亡軀體卻被九頭蛇幾千年來所膜拜的古老異人「蜂巢」作為身體宿主。人雖死去，之後卻再度出現在霍登創造的框架虛擬世界裡。其人格剛好和現實中完全相反，為一名正直可信的神盾局人員，作為一名臥底在九頭蛇中的雙面間諜，同時也作為黛西的情侶及搭檔，為了保護珍愛的一切會舍身取義，守護框架世界直到其關閉。
- 布雷特·達爾頓在第三季中同時扮演蜂巢：一個於數千年前由克里人基因改造的古老異人，從一個瑪雅人改造成為異人族始祖，能力強大到無法估量，能夠感染並操控其他異人的大腦，並能夠附身於死亡的人類軀體上繼續生存。起初由於能力過於恐怖而被人類通過巨石放逐至一座遙遠星球，他曾親眼見證該星球上的外星文明絕跡變成荒漠，流亡的數世紀下來靠著九頭蛇多年的祭獻品才活到現在。每當吸收或是附身於一個人類時都會獲得他的記憶，並之後通過附身於被考森親手殺害的沃德的屍體才回到地球。粉碎所有的威脅後計畫讓全人類成為異人族並與其連結，但計畫最終被神盾局破壞，最後與採取自我犧牲的林肯在太空中一起化為灰燼。

- 黛西·「絲凱」·約翰森／震波女（Daisy "Skye" Johnson / Quake；汪可盈飾，第1-7季主演[10]，粵語配音：郑家蕙）

一位手段技術高超的網絡駭客，從小是一個“四處逃亡，帶來死亡”的孤兒，用著網絡假名「絲凱」一直用到大。一開始對神盾局總是隱瞞事實、掩蓋真相的行為極為反感，於是加入駭客組織「漲潮」入侵神盾局加密资料库取得大量機密文件，將解密資料公諸於眾而被神盾局盯上。在考森小隊成立後的首件任務中由於涉案而作為犯人，但由於擁有異於常人的天賦，而在考森的幫助下加入小隊成為顧問，通過努力往上爬才正式成為神盾局的一份子。真实身份被證實为一名異人，自身經過方尖碑轉化後具備放送震波的超能力，一直想要異人能夠和人類和平共處、並且跟神盾局並肩作戰。然而在蜂巢事件中失去愛人林肯，陷入無盡自責下離開同伴出去單打獨鬥，也由此邂逅「幽靈騎士」羅比·雷耶斯，經過戰役後才正式克服心理陰影並回到隊伍身邊。在未來戰役中，她得知自己很可能是毀滅過世界的元兇，情緒受困擾之下又得知她尊敬的考森也臨死將近，在考森的允許之下擊退真正毀滅世界的重力子。在接下來的一年裡陪潔瑪在外太空協尋費茲，連續經歷多個太空危機後被潔瑪送回地球，剛回去就面對神盾局跟中士一方的衝突，發現中士有考森面孔後、使她被勾起考森已死的不堪回憶，但她最終學會接受這一現實，跟夥伴並肩作戰制止中士的暴行。之後便跟隨同伴至過去年代執行任務，期間認識來自過去的丹尼爾·蘇薩而愛上彼此，並跟1983年時的母親嘉穎重新相會、目睹她犧牲自我來守護女兒而徹底改觀，盡全力殺死拆散她們一家的兇手、勸服姐姐蔻拉棄暗投明後集體回歸原始時間線，最後陪蔻拉和蘇薩環遊宇宙進行探究。
- 里奥波德·「里奥」·詹姆斯·費茲（英语：Leo Fitz）（；伊恩·德·卡斯泰克飾[12]，第1-7季主演，粵語配音：邓灿阳）

天才理工科學家，機密安全等級五，神盾局學院的最優畢業生。獨立自主，學習能力極強，專長是火箭與機械工程，經常為小隊研發新武器與裝備，不過在人際互動方面略顯笨拙。和潔瑪可谓是最佳拍档，多次一起执行任务，双方都因为有彼此而合作无间。在一場意外時大腦皮層由於缺氧而受到損害，原本聰明的腦袋也因此而發生巨變，但狀況經過時間的流逝而逐漸痊癒，和潔瑪的關係也更上一層樓。為了拯救被困於外星的潔瑪不惜冒險穿越宇宙，即便兩人過後遭遇多次感情挫折，但仍然會為了對方出生入死。在未來戰役時作為唯一留下來的人，靠冬眠艙沉睡至未來才跟夥伴們團聚，最終和潔瑪從未來穿越回來後完婚。但他內心裡的邪惡人格時不時會湧現出來，導致他開始不相信自己，但受潔瑪鼓勵之下還是勇敢行動。在對抗變成重力子的塔伯特戰役裡，被困於大樓瓦礫堆中傷重而死。即使在這條新的時間線中死去，但原始時間線中的他仍然漂流在太空的冬眠艙中沉睡，直到所在船受到襲擊而被喚醒，與同行的伊諾克困在宇宙長達一年、四處躲藏。後來被長生人抓獲後與同樣落網的潔瑪正式團聚，兩人被伊諾克救出後、搭乘伊賽爾的船回到地球，即使當時不知道伊賽爾的底細。但由於長生人靠他和潔瑪的腦波與記憶攻佔燈塔，迫使他再次採取伊諾克的“時間旅行”建議，有充足時間做好準備，但也被迫跟潔瑪分頭進行行動，躲入量子領域隧道中直到團圓時機來臨。最後在1983年抗擊長生人時被伊諾克託付他人“保管”的儀器喚回，協助同伴回去原始時間線，進而將敵人全部帶離乃至消滅，陪記憶恢復的潔瑪接回隱藏起來的女兒艾莉亞，此後陪潔瑪退休撫養女兒。
- 伊恩·德·卡斯泰克從第四季開始在劇中同時扮演「博士」（The Doctor）：費茲的“邪惡人格”化身，在虛擬框架世界中佔據費茲的人格，擔任九頭蛇副領袖兼主科學家，本性邪惡、毫無任何同理心，源於費茲在框架中的設定是從小跟父親艾拉斯托一起長大，因此被父親的自私性格所影響而造成。即使後來框架被毀、費茲也回歸現實，但他同時變成費茲的一大心理陰影，每當費茲陷入焦慮或茫然時，他會以不同形式“現身”嘲諷費茲的行徑。

- 潔瑪·安妮·西蒙斯（英语：Jemma Simmons）（；伊麗莎白·韓斯翠奇飾，第1-7季主演[12]，粵語配音：顾咏雪）

天才生物學家，費茲的搭檔，神盾局學院的最優畢業生。生物和化學領域的天才，機密安全等級五，對科學充满熱誠，相信所有神秘現象的背後均存在合理的科學解釋。一直以來同樣心儀費茲，之後好不容易打算對費茲敞開心胸，卻不慎被傳送至另外一個星球，在星球上生存長達半年後，最後還是被費茲救回來。跟費茲的感情經歷過多個挫折，但仍然至死都深愛著對方，與費茲最終從未來戰役結束、回到現今後互相表白並終成連理。但費茲不久後不幸在對抗重力子的戰役中犧牲，悲痛的她無意間想到還能找回當時在太空中沉睡的“原始”費茲，於是帶領同伴在接下來的一年裡到太空各處尋找他的下落。她最終跟費茲在長生人的船上相聚，被迫告知他錯過的一切，跟費茲死裡逃生後幸運地回到地球。但剛回家不久，隨著腦中記憶被長生人入侵過，得以讓長生人軍團侵略地球。她與費茲同意採取伊諾克的“時間旅行”提議，製出抵禦長生人的所需裝備，經過“長時間”的籌備、以及跟費茲度完幾年生活後，獨自接回剛消滅伊賽爾的夥伴們，穿越至過去行動。期間被迫跟費茲再次分隔兩地，同時為了確保不會洩漏費茲的位置，靠儀器抑制的方式封鎖自己的相關記憶，僅伊諾克等少數人知情。為完成任務付出巨大犧牲，為保護費茲一度喪失記憶，但最終跟費茲團圓並喚回記憶，隨著任務完成而接回女兒艾莉亞一家團圓。
- 蘭斯·杭特（英语：Lance Hunter）（；尼克·布魯德飾，第2-3季主演，第5季客串）

前英國空勤特種部隊隊員，一開始是個拿錢為神盾局辦事的雇傭兵，後來接受考森給予的正式職位。但做任何事情都是帶著私人情緒，我行我素，服從性也不如其他成員，但對他在乎的家人或朋友是絕對重情重義。在一場拯救俄國總理的行動中遭到逮捕，雖然在考森的幫助下被赦免，但由於交換條件是從此被國家否認，因此只能與芭比一起告別神盾局。等待風聲過去後繼續從事雇傭兵工作，從來沒有和神盾局成員們有過聯繫。一直到收到被囚禁在獄中的費茲的信件才回來協助幫助他，最後成功將他救出並送往未來。
- 芭芭拉·「芭比」·莫斯（Barbara "Bobbi" Morse；阿德琳妮·帕里奇飾[13]，第2-3季主演[14]）

神盾局的資深女特工，杭特的前妻，近戰高手，擁有兩根鐵棍作為獨門兵器，在加入考森團隊之前就為神盾局作戰，遇到危機總是能化險為夷。最後因為和杭特一起在拯救俄國總理的行動中被逮捕，和杭特商量過後也決定和他一起告別神盾局，成為被國家否認的幽靈特務。等待風聲過後，跟著杭特繼續從事國際雇傭兵工作，不再和其他夥伴聯繫。
- 艾爾方索·「麥克」·麥肯齊（英语：Al MacKenzie）（；亨利·西蒙斯飾，第2季常設，第3-7季主演）

神盾局電機師兼資深特務，為人熱心，有點杞人憂天，凡事分得清是非對錯，必要情況下才會使用武力。起初效力於羅伯特·岡澤勒斯，之後正式加入考森的派系。年幼女兒荷普多年前死於嬰兒時期後離婚，對所有自己看不上的事物一向充滿敵意，其中包括異能人士，直到和黛西一起合作後才學會慢慢接受。之後在尋找黑書的任務中遭擒獲，意識被放入框架虛擬世界裏，和活生生的女兒荷普快樂地生活在一起。之後因不想離開女兒而拒絕逃出框架，但女兒不久後隨著框架的瓦解而消失，迴歸現實後決定迎向未來。經歷過多次危險戰役，功績累累的他被神盾局全票選上成為考森卸任後的新局長，一年後面臨中士與伊賽爾之間的恩怨所帶來的新威脅，時常背負龐大壓力的他卻依然屹立不倒，會想盡辦法保護夥伴、拯救性命、同時會捨身取義。在帶領神盾局時間旅行至過去以拯救未來時，不慎牽連父母而導致他們被長生人所殺害並頂替，為此承受精神重擊，不慎與迪克一起受困於1982年。因打擊沉重而進入長達一年半的自我封閉，是直到迪克盡全力讓他振作以及長生人威脅仍然存在才使他覺醒，走出陰影後回到同伴身邊共同奮戰。當打贏戰役後，一行人回去原始時間線，此後繼續擔任神盾局的局長，留在空中航母上指揮行動。
- 林肯·坎貝爾（Lincoln Campbell；盧克·米歇爾飾，第2季常設，第3季主演）

一位有控制電荷能力的異人，同時也是一名醫師，原來來自於異人家園「來世」作為過渡人。自從經歷異人族與神盾局之間的戰爭後，才發現自己一直以來被誤導，逃亡一段時間後還是回到神盾局幫忙。加入神盾局後和黛西成為一對搭檔及情侶，但有時候因為控制不住情緒而多次受到指責。最後在蜂巢事件中為了保護黛西與地球，只能選擇自我犧牲，親自開載有核彈的戰機飛至太空中與蜂巢同歸於盡；他的英勇犧牲對黛西造成巨大打擊。
- 霍登·雷德克里夫（Holden Radcliffe；約翰·漢納飾，第3季常設，第4季主演[15]）

一位超人類主義的天才生物學家，致力於研究能夠強化人類的技術，首次出現時被蜂巢綁架，負責幫他創造異人。蜂巢事件平息後開始著手研發「生物機械替身」，將自己的女性人工智能「艾達」放入首個機械人中。研發此技術原本是要為人類造福，但自從瞟一眼《黑書》開闊他的瘋狂思維，開始執迷於書中帶有的讓人類永生的資訊。通過奪來的黑書創造一個虛幻的框架世界，但不久後被產生自我意識的艾達割腕後致死；身體雖死、意識還是被她放進框架中。直到潔瑪等人的到來，連他自己也成為囚徒，深感內疚下協助黛西等人回去現實，包括後面進來的埃琳娜以及對女兒依依不捨的麥克，最後在所有人離去之後獨自來到海邊，伴隨著瓦解的框架一同消失。
- 埃琳娜·「溜溜球」·羅德里奎（英语：Yo-Yo Rodriguez）（；娜塔莉亞·科多娃-巴克利（英语：Natalia Cordova-Buckley）飾[16]，第3-4季常設，第5-7季主演[17]）

一個擁有超音速能力的女性異人，來自哥倫比亞波哥大，一次心跳就能跑完一次全程，而每次跑完後都會固定回到起始點。雖然之後選擇加入神盾局，但有時還是會回去守護自己的家鄉，經過機械替身事件後才和眾人呆在一起，和麥克發展為戀人關係。在穿越未來的經歷中，由於跟未來的自己打過交道，回到過去後開始被陰影困擾。兩隻手臂於一次行動中遭截斷，開始應驗她的未來樣子，後來裝上兩隻機器手臂繼續行動，但因情緒受困擾，一度主張讓考森自然逝世，因此多次跟其他夥伴產生衝突，是直到最後才改變意見。一年下來因跟當局長的麥克相處時間變少，跟一位新進特工凱勒談感情，但他後來不幸被伯勞寄生而喪命，承受打擊的她受到麥克安慰，隨著時間推及而和麥克重歸於好。在古廟一戰中不慎被伯勞寄生，雖然隨著敵人的消滅而將伯勞從體內排除，但之後似乎產生後遺症，在時間穿越任務時無法自如地使用能力。任務期間找到年輕時的黛西之母嘉穎進行治療，最終發現是自己長期背負的精神壓力、以及心理陰影所造成，最後突破自己恢復能力，並會留在目的地、而不是回到原點。而當時間戰役完勝後，她跟麥克保持戀情、但必須也分隔兩地，同時陪派珀以及靠長生人技術復生的戴維斯組成三人小隊，遊走多國執行臥底任務。
- 迪克·蕭（Deke Shaw；傑夫·沃德飾[18]，第5季常設，第6-7季主演）

一位幽默自在、善於生存的拾荒者，出生於75年後的末世，身為費茲和潔瑪的未來外孫。是一位務實主義者，在燈塔能夠給予其他人任何所需，但同時也會開不少價，做事情一向「放長線釣大魚」。偶然結識考森一行人，起初不相信他們，但後來得知自己的已故父親身處地球表面，因此決心贖罪而協助考森一行人離開燈塔至地面，然而最後得知父親已被其他曲解信念的信眾殺害。悲傷之下選擇跟從神盾局，協助他們回到過去，但這也造成他無意之間也一同穿越回現代，作為“局外人”的他被黛西帶回神盾局。隨著時間推及得知自己的身世，跟祖父母潔瑪和費茲相認，在神盾局改變未來後仍然存在。一年下來創立一間科技公司，大部分是參考神盾局的技術，但不久後被中士一行人錯認成目標而險些被殺，得救後回神盾局支援，並在對抗中士和伊賽爾的戰役中做出極大貢獻。之後陪伴神盾局穿越至過去年代制止長生人，這段期間被迫做出一些艱難抉擇。一度與麥克一起受困1982年，在長達一年半的時間裡獨自組建小隊抗擊長生人威脅，得到麥克讚揚和賞識。最後由於團隊中必須留下一人協助他們回去原始時間線，精通電源改造知識的他成為唯一人選，自願留下的他跟同伴道別，留在這條新時間線中，被周圍多名當地神盾局特工全票選上擔任新局長，開始新一輪“從零開始”。

## 常設人物

### 第一季
- 麥克·彼德森／死亡戰士（英语：Deathlok）（；J·奧古斯特·理查茲（英语：J. August Richards）飾[19]，粵語配音：李家傑）

一個普通建筑工人，育有一個兒子，因参加蜈蚣计划而获得超能力。本来是失败的試驗品，一度引發一場騷亂，却因為費茲與潔瑪的阴差阳错，使得他的超能力得以稳定。之後幫忙執行任務時被炸傷，遭受九頭蛇送走安裝電子眼加以控制，變成一個半人半機器的死亡戰士。在賽博坦工業一戰中被神盾局解救出來，得知兒子也得救後，開始遠走他鄉尋找自我，只有在必要情況下才會回來協助神盾局。
- 伊恩·奎恩（Ian Quinn；大衛·康瑞德飾[20]，粵語配音：鄧肇基）

一位擁有億萬資產的黑心商人，反社會人格的激進份子，隸屬於蜈蚣組織。靠倒賣科技武器發大財，曾資助過富蘭克林·霍爾的重力鎓以及唐尼·吉爾的冰凍儀器，和千里眼也有著關聯。這讓他一起捲入千里眼與神盾局的糾紛之中，當他於賽博科技企業奪回自己的大型重力鎓後逃亡期間，卻被蕾娜所打开的重力鎓吞噬進去，讓他消失音訊到至今。
- 蕾娜（；露絲·奈嘉飾[21]，粵語配音：鄧潔麗）

一位愛穿花裙、有着悅耳声音的年輕女子，擁有说服人的天赋，对異能者有着特殊的需求，對考森有一絲好感。是蜈蚣組織的招收員，為千里眼試探考森復活的真相，被神盾局抓獲後被沃德救出。在賽博科技企業一戰時逃亡，隨後開始調查方尖碑，在神盾局和基九頭蛇之間的交涉中，跟入外星遺跡中與絲凱同時轉化成異人。她得到強大預知能力，但樣貌卻變成滿身荊棘的模樣，受不了醜陋的模樣本想自盡，但被高登發現後送到來世家園過渡。經過長時間的訓練得以熟練能力，幫助來世家園不少忙，但她最後因為發現嘉穎對族人的誤導，因此最後被她刺殺滅口。
- 维多莉亞·漢德（英语：Victoria Hand）（；莎佛朗·布洛斯飾[22]，粵語配音：錢惠玲）

神盾局的傳奇人物及最高指揮之一，負責中心總部的調度，機密安全等級八。不苟言笑、備受尊重，在神盾局中有很高的地位，但她習慣獨斷專行、紙上談兵，對考森有一種不信任感，以至於老是跟他發生意見衝突。洞見計畫失控後開始大規模清洗内奸，選擇跟考森合作逮捕蓋瑞特，但卻在押解時被忠誠於蓋瑞特的沃德槍殺身亡。後來在神盾局與長生人的時間戰爭中，1983年時的她隨著神盾局各個總部相繼被長生人摧毀，她成為少數倖存的高官之一。而當考森一行人靠獲得瞬間移動能力的蓋瑞特轉移至她們的躲藏地後，她直接將蓋瑞特視為威脅而槍殺他，起初誤以為她殺死自己人，後來被考森一行人澄清她的行為是“為民除害”。
- 瑞秋·尚克在第七季結尾時飾演年輕時的漢德。

- 戴維斯（Davis；麥西米利安·奧辛斯基（英语：Maximilian Osinski）飾）

神盾局特工，在神盾局服役多年，剛出場時在隔空移物事件中協助過費茲和潔瑪。之後當傑佛瑞·梅斯擔起神盾局領導權後，他重新入伍並在梅的手下接受訓練，當生物機械替身入侵神盾局內部後，他協助黛西和潔瑪死裡逃生。之後銷聲匿跡避風頭，隨後受考森一行人傳喚來到燈塔基地。接下來的一年裡與搭檔派珀加入黛西和潔瑪前去宇宙尋找失散的費茲，當長生人追上他們時，潔瑪帶頭投降使他、派珀和黛西被放過而回到地球。隨後幫忙應對中士造成的危機，跟隨麥克搜查伊賽爾的工程船時不慎被伊賽爾附身，遭受控制潛入燈塔基地，本人對此一無所知。當伊賽爾急切想找回三塊巨石，他兩度遭受伊賽爾附身，身體受控制之下跳樓自盡。直到後來在神盾局與長生人的時間戰爭告終後，死去的他被夥伴以造出長生人機械身的方式復活，與考森復活的情況相似，他繼承戴維斯本尊的記憶和思想，重新陪伴老搭檔派珀和埃琳娜一同執行任務。
- 安妮·威佛（Anne Weaver；克莉斯汀·亞當斯（英语：Christine Adams (actress)）飾）

神盾局科學科技學院的院長，費茲與潔瑪學生時代的導師，在神盾局淪陷後被人救出，之後就追隨岡澤勒斯的派系。
- 約翰·蓋瑞特／千里眼（英语：John Garrett (comics)）（；比爾·派斯頓飾[23]，粵語配音：羅偉亮）

神盾局資深特工，機密安全等級七，是考森的多年戰友，沃德的前監管人。曾對神盾局忠心耿耿，直到多年前一場任務中落下重傷並被神盾局拋棄，讓他對神盾局心存怨恨，於是投靠潛伏在神盾內部的九頭蛇。九頭蛇也將傷重的他改造成最初的死亡戰士，讓其得以靠機器身延續生命到現在。對考森的死而復生感到十分好奇，多次任務引出考森是為了尋找其復活的真相，而每次任务都会抢先神盾局一步。但在九頭蛇組織現身後，他在言多必失的情況下暴露身份，在被押解途中被同身為九頭蛇一員的沃德救出。此後開始順流而上，但在注射搶奪過來的GH藥物後逐漸喪失人性。在因為麥克·彼德森的反叛下受重傷，本在最後一刻以死亡戰士技術續命，最後被考森用射線炸成灰燼而消滅。後來在神盾局與長生人的時間戰爭中，1983年時的他被奈森尼爾·馬利克招募，並由他告知自己的未來，因此叛離神盾局跟他為伍，移植到異人高登的瞬間移動異能，幫助奈森尼爾做牛做馬直到被他遺棄，本提出幫助神盾局挽回局勢，但帶他們轉移至安全屋酒吧後就被年輕時的維多莉亞·漢德當成敵人槍殺。
- 比爾·派斯頓的兒子詹姆斯·派斯頓在第七季中飾演年輕時代的蓋瑞特。

- 安東尼·「崔普」·崔普雷特（Antoine "Trip" Triplett；B·J·布利特（英语：B.J. Britt）飾[24]，粵語配音：郭俊廷）

神盾局特工，蓋瑞特的部下，其祖父曾經是咆哮突擊隊的一份子。飛航和戰鬥專家，機密安全等級六，對潔瑪有過一絲好感。神盾局淪陷後認出蓋瑞特的真面目而與之決裂，在無處可去之下自願加入考森的小組，在小隊往後的任務中有著不少貢獻。但在外星遺跡的行動中，他不顧性命跑入遺跡中心，試圖拯救被泰瑞根迷霧包圍的絲凱，接觸到粉碎的方尖碑而當場石化陣亡，為同僚帶來巨大精神打擊。死後一度出現在框架虛擬世界中，再次作為一名神盾局特務。
- 葛倫·塔伯特（英语：Glenn Talbot）／重力子（Brig. Gen. Glenn Talbot / Graviton；亞卓安·帕斯達（英语：Adrian Pasdar）飾[25]）

美國空軍准將，對於類似神盾局的各種世界威脅組織充滿敵意，後來願意一定程度的容忍考森的各種行動。和神盾局達成共識後，被總統指派成為高級威脅管制部隊的新領導，接替羅莎琳的位置。與考森一行人前往台灣參加安全會議時，被馬利克以兒子喬治的性命做威脅而出賣考森，最後和考森合作救出兒子，並與神盾局化解以前的嫌隙。日後在一場處理神盾局問題的會議上，遭到艾達控制的黛西之替身機器人開槍擊中頭部而留下腦損傷，雖然搶救及時撿回一命，但因為失去自控能力而情緒不穩定。被海爾帶走後囚禁長達半年，腦損傷開始越發嚴重，後來好不容易被神盾局救出來，但由於受九頭蛇洗腦影響，決心贖罪的他走入粒子注入艙對自己注入剩餘重力鎓，變成能夠自由操縱重力的「重力子」。但他的腦損傷使他輕易被重力鎓黑化心靈，自認是英雄而決定開鑿並提取出地表下的重力鎓，他執迷不悟的行為最終使黛西通過強化的震波震出地球至大氣層外，跟著體內的重力鎓掉進太空裡凍死。
- 柯尼吉兄弟（英语：Eric Koenig）（；均由帕頓·奧斯瓦爾特飾）

艾瑞克、比利、山姆和瑟斯頓·柯尼吉是同卵四胞胎兄弟，都是神盾局成員，每一位長相和說話語氣幾近一模一樣，且沒人知道他們兄弟到底有多少人。考森等人起初在天意基地碰見艾瑞克，直到他被沃德暗殺。隨後碰見掌管操場總部的比利，以及幫忙看管黑書的山姆和瑟斯頓。而帕頓·奧斯瓦爾特在第七季中同時扮演柯尼吉家族祖先恩尼斯特·哈澤·柯尼吉（Ernest Hazard Koenig），在1931年時身為一間負責諜報交易的地下酒吧老闆。

### 第二季
- 丹尼爾·懷特霍（英语：Kraken (Marvel Comics)）（；瑞德·戴蒙飾[28]）

德裔科學家，九頭蛇於二戰時的領袖之一，至今對九頭蛇有著重大影響。崇尚科學及“外來力量”，掌握著世界上多個科研機構。原名「沃納·萊茵哈特」（Werner Reinhardt），於紅骷髏下落不明後接管領導權，直到他被佩姬·卡特抓獲判處終身監禁，在神盾局關押長達44年後被滲透進神盾局的九頭蛇間諜釋放，透過移植絲凱的母親嘉穎的“異人能力”使自己恢復青春，得以讓他從二戰一直活到現代。對於方尖碑感到十分著迷，處心積慮打算獲得它背後的力量，但就在即將快要瞭解到真相的一刻，計畫被神盾局挫敗，並在波多黎各地下遺跡中被考森從身後槍殺身亡。
- 蘇尼爾·巴克希（Sunil Bakshi；西蒙·凱斯安尼斯飾[29]）

九頭蛇的高層幹部，懷特霍的得力幹將，在九頭蛇的各種行動中擔任指揮官，由於領導能力強大而被各級幹部們封為領袖候選之一。之後被沃德兩度設計加上洗腦，開始聽他的命令行事，最後為了救他而不慎被分裂炸彈化為灰燼。在框架世界中是名隸屬九頭蛇的新聞主播，有自己的節目，替九頭蛇進行政治宣傳訊息， 以加深人民對「異人」以及「反抗者」的憎恨。
- 卡爾·克瑞爾（英语：Absorbing Man）（；布萊恩·派屈克·韋德（英语：Brian Patrick Wade）飾）

一名具有靠觸碰物體轉化為自身力量的異能者，起初遭受九頭蛇洗腦而為組織賣命，殺死多數神盾局人員以奪回「方尖碑」時被考森擊敗，移交給美國軍方監禁。解除洗腦后成為美國軍方的士兵，負責保护塔伯特的安全。但後來由於塔伯特被槍擊而昏迷不醒，失去監管人的他一度加入海爾的陣營。後來發現塔伯特也被囚禁而叛離九頭蛇，好不容易得救且送醫治療過程中，被跟重力鎓融合的塔伯特吞噬進去。
- 卡拉·帕拉瑪斯／特工33號（Kara Palamas / Agent 33；瑪雅·斯托揚（英语：Maya Stojan）飾）

神盾局特工33號，被考森认为是神盾局的最强特工之一，但不幸遭懷特霍绑架、洗腦後成為九頭蛇的高層幹部。一度戴著偽裝面具冒充成梅的樣貌（由溫明娜飾演），被梅打敗且電擊後在她的臉上形成灼傷痕。直到懷特霍被考森射殺後失去信念，但在沃德的幫助下漸漸找回自我，開始對沃德有好感。但為了尋求心中的痛快而綁架芭比來對其折磨，在神盾局攻堅時因被引入陷阱而不幸被沃德誤殺。
- 凱文·約翰森（Dr. Calvin Johnson；凱爾·麥克拉克倫飾[30]）

絲凱的親生父親，精通醫學與科學，瞭解異人族的歷史。在年輕時接連失去妻子嘉穎與女兒，雖然將死去妻子用醫術重新復生，但為了幫家人討回公道以及尋回女兒，利用化學配方增強體能，同時換來精神不稳定的副作用。多年來費盡心思去尋回女兒，為了達到目的不惜連續殺人，經過一段時間才讓絲凱體會到他的苦衷。之後幫妻子偷襲神盾局，直到最後才醒悟而決定和神盾局攜手合作。為了救絲凱而忍痛親自殺死自己一手救活卻誤入歧途的愛妻嘉穎，完成心願後以大溪地技術抹除所有相關記憶，身份改為一名叫作「溫斯洛」的普通獸醫，在不知情的情況下時常受女兒絲凱探望。
- 嘉穎·約翰森（Jiaying Johnson；迪辰·拉克曼飾）

異人族的領袖，來世家園的掌門人，同時是絲凱的親生母親。獨自建立異人家園「來世」後成為領袖，發誓會盡其所能保護族人免受外界傷害，為族群新加入的異人提供指導和關懷。擁有不死之身、长生不老的能力，但需靠吸收活人的生命力來維持。多年被丹尼爾·懷特霍從中國村莊裡綁架，被他靠手術提取出細胞來恢復青春，後來在凱文的科學能力下被重新拼湊身體、獲得重生，但身心受創的她從此陷入仇恨的陰影中無法自拔。後來因女兒絲凱帶來神盾局進行和談，於是決定靠一己之力毀滅神盾局。最後被女兒絲凱看清真面目而制止，試圖吸收絲凱時被丈夫凱文以粉碎身體致死。而在神盾局與長生人之間的時間戰爭中，1983年時的她被埃琳娜和梅找到，為當時無法自如使用異能的埃琳娜提供治療，並識破埃琳娜是源於心理障礙。然而因長生人拉攏奈森尼爾·馬利克針對來世家園發動襲擊，使她的大量子民被抓，僅能跟高登撤離並想辦法奪回局勢。於神盾局再次出現時收到傳喚而來到燈塔支援，盡其所能協助隊伍救回她的子民，一度跟小女兒黛西認識並團圓，並在奈森尼爾入侵燈塔時得知自己在未來的行徑。最後決定挺身而出救下黛西免受傷害，但自己卻被奈森尼爾用震波扭斷頭致死，讓黛西再次失去母親，但同時也讓黛西對她徹底改觀。
- 高登（；傑米·哈里斯（英语：Jamie Harris (actor)）飾）

一名擁有強大瞬間移動能力的異人，身為來世家園的幹部兼護衛，負責對外聯絡、招收或營救新的異人。少年時期就得知自己的潛在力量，原本做好充足準備，但在轉換時失去双眼，後來被嘉穎接納而開始苦練，學會靠感知能力來行進。一直以來相信嘉穎的理念而對她忠心不二，以至於參與對抗神盾局的戰爭，最後在伊利亞德號一戰中試圖奪取巨石，但被費茲用科學儀器困住，意外被一根鋼筋刺穿重傷而死。而在神盾局與長生人之間的時間戰爭中，1983年時的他跟著嘉穎一同逃出被攻陷的來世家園，自願協助神盾局回去救人時不慎被擒，能力被抽取並移植給年輕時的約翰·蓋瑞特，瀕死之際帶著考森逃出，將救出同袍的使命交付給他後死去。
- 菲利浦·拉貝斯在第二季中飾演少年時期的高登，而芬·亞古斯在第七季中飾演青年時期的高登。

- 安德魯·迦納／鞭笞（Andrew Garner / Lash；布萊爾·安德伍德（英语：Blair Underwood）飾）

布朗大學心理學教授，梅的前夫，有時會協助神盾局來對部分人員、異人進行心理輔導工作，成為考森的重要盟友。但好景不長，後來幫神盾局處理來世家園的文件時誤觸泰瑞根水晶，使他轉化成一名具有靠觸碰來釋放能量的強大異人「鞭笞」（由麥修·威利格飾演變異狀態）。由於能夠自行轉換外形而完全不被任何人發覺身份，遵從本能而去屠殺任何“具有風險”的異人，僅不會殺他在意的異人。殺害多名異人後被梅發現身份，遭到神盾局拘禁不久卻成為唯一可以和蜂巢抗衡的異人。最後協助取出黛西體內蜂巢的寄生蟲後，在撤離時不幸陣亡，遺體被送回去安葬。
- 羅伯特·岡澤勒斯（Robert Gonzales；愛德華·詹姆斯·奥莫斯飾[31]）

神盾局老幹部兼最高指揮之一，是神盾局航母「伊利亞德號」的艦長，在神盾局解體之日站出来，發誓會為重建神盾局而付出一切。一開始以另一派系現身時本來與考森不合，但後來還是同意攜手合作。之後作為神盾局的代表，來到來世和異人族談判時，不幸被嘉穎利用而被石化而死亡；他的死變成兩方開戰的導火線。
- 愛麗莎·懷特利（Alisha Whitley；艾莉西亞·維拉-貝利飾）

一名擁有分身能力的女異人，來世的居民兼護衛，能夠自行製造出與自己一模一樣的分身體，自己作為主體來控制分身，但只能一分為四，而分身一旦死去將無法再製造。嘉穎死後因為恐懼鞭笞的威脅而自行投靠神盾局，但在受鞭笞攻擊時受傷而靜養。不久後隨著蜂巢來臨而被他植入寄生蟲控制住，忠誠於他過程中損失所有分身，負責幫他對抗降臨地球的克里人時遭斬首而陣亡。
- 柯博（；戴茲·克勞福德（英语：Daz Crawford）飾）

九頭蛇的忠誠傭兵，後來成為沃德重建組織的左右手，身材壯碩、殺人不眨眼，不管被打多少次都會重新站起來。在負責清除沃納的任務中，被芭比擊倒後以高壓電電死在游泳池中。

### 第三季
- 蘿莎琳·普萊斯（Rosalind Price；康絲坦絲·季默（英语：Constance Zimmer）飾[32]）

由政府成立的秘密行動小組「高危管制組」（Advanced Threat Containment Unit；）的總指揮，為人強勢、毫無暢所欲言，對異能者沒有好感。在奉命追查、抓捕異人族的時候與神盾局交涉，所做的一切也頂多只是想對上級證明自己。跟神盾局經過數次合作後改變觀點，而與考森交涉時逐漸開始喜歡上他，跟他發展為男女朋友。但在一晚打算和他共進晚餐時，不幸遭躲在遠處的沃德以報復心態狙殺，死亡對考森造成重擊。
- 路瑟·班克斯（Luther Banks；安德魯·霍華（英语：Andrew Howard）飾[33]）

高危管制組的隊長，效力於蘿莎琳旗下擔任副手，每次給人的感覺都是讓人畏懼、感到神秘。一開始跟神盾局的人不合，後來在蘿莎琳的命令下開始跟他們聯手，最後不慎中九頭蛇的陷阱而被殺害。
- 喬伊·葛鐵雷茲（Joey Gutierrez；胡安·帕布羅·瑞巴（英语：Juan Pablo Raba）飾）

一位有異人基因的普通建築工頭，為同性戀者，在泰瑞根水晶元素觸發下成為異人，所碰到之金屬物皆會液化。被神盾局收留之後被保護起來，久而久之能力也學會控制，成為神盾局的一份子。
- 沃納·馮·史特拉克（英语：Werner von Strucker）（；史賓瑟·崔特·克拉克飾）

已故沃夫岡·馮·史特拉克之子，從小被父親嚴厲管教，選擇遠離九頭蛇的一切。使用假名「亞歴山大·布朗」淪為紈绔子弟，直到被沃德抓去實施嚴刑拷打逼出潛能後，負責臥底在安德魯身邊。然而親眼目睹他變成異人鞭笞後逃跑，被神盾局和九頭蛇注意到行蹤後被夾殺，說出關於安德魯的實情後陷入重度昏迷。後來一度被考森用腦波挖掘機查看吉迪恩·馬利克的情報，過程中由於大腦受電流影響，增強他的認知能力，讓他長期陷入過去痛苦回憶中無法自拔。居住在精神病院過程中被海爾準將釋放，在兒時玩伴露比的要求下留下來幫忙。協助露比完成世界毀滅者計劃，期間還和露比發展為戀人關係，但他最终被能力勢不可擋的露比用重力擠碎頭骨而誤殺。
- 吉迪恩·馬利克（Gideon Malick；鲍爾斯·布思飾[34]）

九頭蛇僅存的領袖之一，前任世界安全理事會議員，監督過尼克·福瑞和復仇者聯盟。富有神秘感，洞悉所有關於九頭蛇的歷史背景和資料，將古老異人蜂巢封為「神」，並且花費血本才將牠帶回地球。一開始本來期待能夠和蜂巢一統天下，但直到最後才發現自己造就一個惡魔，在眾叛親離下被神盾局帶回操場基地，一無所有的他為考森坦誠他知悉的一切信息， 成為九頭蛇被軍方斬草除根的最後一根稻草。 最後遭受蜂巢控制的黛西以震波粉碎身體致死。
- 角色首次出現在電影《復仇者聯盟》中，作為世界安全理事會的議員，而在劇中由卡麥倫·帕拉塔斯飾演年輕時期。

- R·吉耶拉（R. Giyera；馬克·德可斯可飾[36]）

馬利克的異人部下，前海軍陸戰隊員，擁有強大念力，擅長移動槍械與各種物品。待人冷酷無情、殺人不眨眼，原本發誓保護馬利克，之後因為受到蜂巢的影響而開始臣服於他，最後在蜂巢實施計畫時，被費茲槍殺身亡。
- 波莉·辛頓（Polly Hinton；蘿拉·格勞蒂尼飾）

能夠預知未來的異人查爾斯·辛頓的妻子，和丈夫育有一名能預知未來的女兒。在女兒獲得預見未來能力後，即使有時候不被女兒記得是誰，但仍然不會放棄她。
- 蘿蘋·辛頓／先知（Robin Hinton / Seer；蕾克西·寇克飾）

查爾斯和波莉·辛頓的女兒，在父親身上遺傳到異人基因，7歲時同樣轉化為能夠預見未來的年幼異人，一向通過畫作來表示。但她能夠同時觀望過去、現今、以及更遠的未來，讓她足以預測到未來的滅頂之災。在原始時間線中，在神盾局應驗未來慘劇發生而導致地球裂解，她在母親波莉死後被梅收養並移居燈塔基地裡長大，成立一群「忠實信徒」作為長老，不久後跟信徒們被克里人驅逐至地球表面且藏身在和風一號上。81歲的她迎接神盾局特工們穿越時空來到這裡，卻被信徒們背叛而遭殺害，臨死之際將回程方法告知梅，得以讓她們回到過去。而在新時間線中，神盾局做出艱難抉擇，成功拯救未來後，她所應驗的一切也隨之改變。
- 演員的姐姐艾娃·寇克飾演12歲時的蘿蘋，而薇洛·霍爾飾演老年時期的蘿蘋。

- J·T·詹姆斯／地獄火（英语：Phantom Rider##J. T. Slade）（；艾克塞·懷海德（英语：Axle Whitehead）飾[37]）

一位來自澳洲的異人，喜愛爆破，待人有著一副浪蕩的態度，起初因行為不檢而被逐出來世家園。之後因為偷盜外星儀器而引起神盾局與蜂巢的注意，先被蜂巢找上後被轉換成一名能夠靠雙手觸碰藉以燃燒物體至爆炸的異人，同時被蜂巢感染而納入其中。蜂巢死後脫離掌控， 但受戒斷症狀影響的他開始向看門狗組織洩漏神盾局藏匿異人的情報，事情敗露後遭到身為幽靈騎士的羅比擊敗且活捉。
- 安德森（Anderson；亞歷山大·瑞斯飾）

神盾局新進的低階探員，考森的助手。
- 奈森尼爾·馬利克（Nathaniel Malick；喬爾·科特尼→湯瑪士·E·蘇利文飾[38]）

馬利克的弟弟，年輕時剛經歷父親去世，之後受到哥哥欺騙而被巨石傳送至另一邊成為異人始祖蜂巢的祭獻品，得以讓蜂巢獲得記憶而回去“報仇”。但在長生人所修改“新時間線”中，父親沒有如期去世，因此他平安無事活到1973年。他曾近距離目睹黛西使用震波異能，自小不受重視的他夢想能得到能力，於是在三年後伏擊黛西，靠丹尼爾·懷特霍的手段來移植到她的異能。起初無法控制住剛得到的震波異能，玩火自焚下被震塌的屋頂砸昏。僥倖生還的他在接下來的七年中熟練震波能力，並跟長生人的預測者茜比爾聯手。擁有強大底牌的他比以往更為自命不凡，組建大軍攻佔嘉穎的來世家園圍捕年輕異人、包括黛西從未見過的姐姐蔻拉，以異能移植儀器讓麾下大軍享有無副作用的異能，協助茜比爾召集長生人大軍侵略地球。本決定在最後背叛長生人大軍、自己成為地球的主宰，然而他的暴力方式最終迫使蔻拉背叛他。而跟黛西的最終對決中，他被黛西以能力反彈的方式擊退，伴隨著長生人母船一起在太空中炸成灰燼。
- 派珀（；布莉亞娜·凡斯克斯（英语：Briana Venskus）飾）

神盾局新進女特務，擔任攻擊隊員之一，在攻擊蜂巢行動中初登場，之後便成為梅的下屬。神盾局受機械替身襲擊過程中逃出，銷聲匿跡過程中不慎被海爾准將抓獲，基於自保而企圖陷害剛從未來回來的考森一行人走入陷阱，但她目睹埃琳娜嚴重受傷後，意識到自己站錯邊而選擇重新幫助神盾局脫逃。此後留在燈塔基地裡幫忙，和戴維斯成為搭檔，跟他一起加入前往外太空尋找費茲的小隊一份子，後來幫助費茲和潔瑪看守“至關重要”的隔離。而在同伴的時間戰役結束後，她跟埃琳娜以及“復活”的戴維斯一起執行新的任務。

### 第四季
- 艾達（英语：AIDA (comics)）（；瑪洛莉·詹森飾[39]）

由霍登創造的女性人工智能管家（由亞曼達·瑞配音），全名「人工智能數碼助手」（Artificial Intelligence Digital Assistant），之後被輸進生物機械替身中，開始以女性機械人的形象現身。起初是一個和藹可親、毫無敵意、服從指令的機械人，對創造者之一費茲富有好感。但她自從與霍登一同被黑書黑化心靈後，為他服務時也暗中策劃她的脫身。在框架世界完成後，曲解自己的創始指令而殺死霍登，接替他所有未完成的工作。她還將自身投射進框架世界裡作為監管手段，擔任九頭蛇的幕後首腦兼費茲的愛人「歐菲莉亞」（Ophelia），又稱「九頭蛇夫人」；直到她的意識最終轉移進費茲研發的窺鏡計畫製造的人類軀體裡。雖然擁有人類感知和同情心，但後來得知自己不是費茲所愛的人，受嫉妒驅使之下憤怒，大開殺戒後回去和伊凡諾夫合作。回操場總部的時候本想拿回黑書，順便對費茲實施報復，但最終中計而被暫時附身於考森身上的幽靈騎士空手燒成灰燼，徹底終結生命。
- 詹森在劇中同時扮演艾葛妮絲·齊茲沃斯（Agnes Kitsworth）：現居西班牙的澳洲女子，霍登的前女友，還是艾達的機械人原型。多年前被診斷出患有癌症後被霍登分手，有著跟艾達一樣的長相而被考森等人找上，與霍登重逢後仍選擇霍登並企圖從病痛中解脫。不久後因病逝世時，大腦意識被霍登送進框架世界中得到平靜，隨後霍登同樣被殺害而送進去和她一起生活。但她最後被在框架裡擔任九頭蛇高層的費茲槍殺，在真實與虛擬世界中都已不存在。

- 羅伯托·「羅比」·雷耶斯／惡靈騎士（英语：Ghost Rider (Robbie Reyes)）（；蓋布瑞·盧納飾[42]）

一位擁有人鬼雙重形態的神秘男孩，發生一次致命車禍後「和惡魔做過交易」而淪為半人半魔，夜晚時會化身為「惡靈騎士」去懲戒罪人。因為一同介入黛西調查看門狗的事情而和她相識，兩者在幾度合作之下成為搭檔，之後得知幕後黑手是自己的叔叔後，決定完成使命而和他一同消失至異空間中，而倖存的他得以穿梭在現實和黑暗世界中。後來因為艾達汲取黑書的力量，讓他藉機從黑暗世界重返人間，而因體內惡魔也急切地要獵捕艾達而再度和神盾局合作，過程中暫時將惡魔的靈體轉移到考森身上，成功終結艾達。靈體回到羅比身上後，便開啟傳送門帶著黑書返回異次元。
- 蓋博瑞·「蓋博」·雷耶斯（Gabriel "Gabe" Reyes；羅倫佐·詹姆斯·亨利（英语：Lorenzo James Henrie）飾[44]）

羅比的弟弟，多年前因叔叔伊萊造成的恩怨而發生嚴重車禍，雙腿殘疾之下坐上輪椅。他是羅比最重要的親人，是直到最後才知道羅比是幽靈的身份。
- 露西·鮑爾（Lucy Bauer；莉莉·博索（英语：Lilli Birdsell）飾[45]）

女物理學家，多年前被伊萊陷害而淪為幽靈形態，如今被解放後決定將研究繼續進行、順便從黑書中尋找恢復身體的方法。找到黑書後卻因為沒有實體而無法閱讀裡面的內容，只好去找回當初害自己成為幽靈的伊萊來閱讀，最後被羅比找到後交代自己遭到伊萊陷害至此的實情，但還是因為害死的人太多而遭到羅比燃盡身亡。
- 傑佛瑞·梅斯／愛國者（英语：Jeffrey Mace）（；傑森·歐瑪拉飾[46][47]）

神盾局新上任的局長，是考森的舊友，為人圓滑世故、深藏不露，有著「互相信任的團隊足以取得勝利」的座右銘。因為在維也納爆炸案中的英勇舉動，而被政府選中參加「愛國者計畫」，通過注射一種類似超級戰士計畫的血清而變得力大無窮，在手下們面前充當異人。在一次行動中受傷之下，對眾人坦白他只是一個仗著虛有英雄事跡的政府代言人，被考森諒解後開始在實戰方面聽從他的指揮。一次被看門狗抓獲後，被艾達放進框架世界裏，在虛擬世界裡如願以償地成為領導神盾局的異人英雄。最後為了拯救被九頭蛇抓走的小孩，用自己的強大異能頂住即將倒塌的大樓而英勇犧牲，身體在現實裡也一同死去。
- 愛倫·納迪爾（Ellen Nadeer；帕敏德·奈格拉（英语：Parminder Nagra）飾[48]）

一名道貌岸然、有仇外心理的美國參議員，在紐約戰役時失去過母親，因此仇視所有和外星人有關的事物或人。對異人族有著極大的偏見，暗中資助看門狗組織，甚至忍痛殺害自己變成異人的弟弟維傑。擺脫親情的她開始想方設法對神盾局施壓，但最後還沒來得及摧毀神盾局，就被剛轉化為爆炸能力異人的沙克利當場炸死。
- 伯羅斯（Burrows；派翠克·卡瓦納（英语：Patrick Cavanaugh）飾）

神盾局的低階探員，傑佛瑞上任新局長的助手，負責對外宣傳神盾局，在看門狗安排的一次劫機中飛出戰機而墜亡。人死後在框架虛擬世界裡再次出現，但形象變成一位實戰特務，同樣為傑佛瑞賣命。
- 伊萊亞斯·「伊萊」·莫羅（英语：Eli Morrow）（；喬瑟·祖尼加（英语：José Zúñiga）飾[49]）

羅比和蓋博的叔叔，跟他們兄弟倆親如父子，精通物理的工程師，加入鮑爾夫婦的計畫卻一直遭同僚忽視。之後逐漸對黑書感興趣後決定一人私吞，害死其他成員後入獄幾年，而如今在神盾局和露西之間的紛爭之下重獲自由。清除所有障礙後獨自完成實驗，成為一個能夠自由創造物質的惡魔，原想繼續通過書中資料來一統天下，最終被羅比燒死的瞬間，一同掉進異世界中不復存在。
- 安東·伊凡諾夫／上級（Anton Ivanov / The Superior；查克·麥葛溫飾[50]）

俄羅斯軍事企業家，擔任看門狗的總指揮，納迪爾的背後資助者。多年前因為考森執行的神盾局任務，導致他的忠實下屬集體被槍決，因此對考森和與其有關聯的外星事物充滿恨意。在石油平台上跟黛西交戰後身受重傷，身體被艾達改造留下頭部，遠端控制為他的全新機械身體。之後協助艾達誣陷神盾局犯下諸多他所犯的罪行，即便最後黑書也被羅比帶走，但計畫沒有止步於此。由於艾達被殲滅而使他失去造出機械分身的能力，此後將自己的斷頭和機械身體合成以自由行走。他跟隸屬九頭蛇的海爾合作對抗聯盟，造出她手底下的機械人士兵。他在幫忙看守粒子注入艙的同時，和埃琳娜對打過程中被她推下樓墜亡，所控制的機械士兵也全部停機無用。
- 荷普·麥肯錫（Hope MacKenzie；喬登·路維瓦飾）

麥克的女兒，已在現實世界中死於嬰兒時期，為麥克留下過極大的心理創傷。在框架世界裡，她被更改成活下來，從小和父親相依為命，同樣擅長電子工程。但不久後隨著框架世界的瓦解，身為代碼的她面臨著刪除危險，和麥克享受完最後父女時光後，隨著代碼被刪除而永遠消失。雖然再次為麥克造成傷感，但也因此讓他願意和埃琳娜回歸現實世界。

### 第五季
- 伊諾克·柯特蘭（Enoch Coltrane；喬爾·斯托佛（英语：Joel Stoffer）飾[51]）

長生人（Chronicom），姓名取自聖經人物以諾。來自靠近天鵝座的「長生星二號」（Chronyca-2），身為富有同情的人類學家，三萬年前被派遣至地球觀察物種進化史。這次接觸到蘿蘋·辛頓預見的滅絕等級之未來浩劫，於是將“間接”促成浩劫發生的神盾局全員送至75年後的未來，他本人同時也在未來中協助他們，最後為了協助他們回到過去，因此犧牲自己作為白色巨石的供能源而被炸死。而在神盾局最終改變未來後，他仍然陪在躺入冬眠艙的費茲身邊，直到搭乘的宇宙船被襲擊而被迫喚醒費茲，帶著他在太空中四處逃亡，教導他一系列知識來保護他。不久後遇到自己的前上級阿塔拉，得知自己母星被毀的噩耗，原本想幫助自己的族人，但內心受費茲所感化，因此背叛阿塔拉並解救出遭囚禁的費茲和潔瑪。當他確保費茲和潔瑪得救並有能力回地球後，完成拯救地球使命的他決定離開，幫助同族人尋找新家園。但此過程中得知瑪拉基已統領倖存的長生人，不認同他準備佔領地球的計劃後，暗中回到地球再次解救受困的費茲和潔瑪，同時告知他們只能以時間旅行以及造出“機械考森”的方式來制止長生人侵略。任務期間盡其所能協助小隊的任何所需且義不容辭，還一度被困在1931年，這段期間以酒保為閒職，慢慢安排好隊伍的所需設備，一直等到1973年才跟眾人團聚。然而在飛機受困時間風暴的搶修中，他的電源機制成為唯一能補救局勢的重要物品，為了拯救同伴而決定捨身取義、獻出自己的供源讓眾人脫離時間風暴，在黛西和考森的陪伴下安詳地停機去世。
- 泰絲（；伊芙·哈洛（英语：Eve Harlow）飾[52]）

燈塔的工人，一位足智多謀的年輕女性，即便是在絕望的情勢下都能自立自足，對渴望擁有美好未來充滿著希望。好友佛林特轉化為異人不久，因窝藏他而被克里人所殺害。但她不久後被卡塞爾斯通過克里人復生技術復活，本作為協助克里人的信使，但她還是忠於人類一方，並協助考森等人拯救燈塔的居民們。最後在燈塔毀滅後成功撤離，並終於能實現她夢想能重塑未來的心願。
- 卡塞爾斯（Kasius；多明奈克·雷恩斯（英语：Dominic Rains）飾[51]）

克里人，燈塔基地的大統領，領導末世後的人類。以殘暴且無人性的手段，在人類居民面前樹立高等地位，野蠻與不擇手段之程度，造成所有人類都對他避之惟恐不及。但他實際上是一個會臨陣脫逃的克里人，因此被驅逐到地球，受到哥哥佛納克輕視。妄想能夠在瞧不起他的父親面前證明自己，得知神盾局前來實現預言後開始不擇手段般的干預及制止，而他最後的結果不但是全軍覆沒，被麥克拿斧頭散彈槍刺穿胸膛而亡。
- 瑟娜拉（Sinara；佛羅倫斯·費佛瑞飾[51]）

克里人，克里守望者（Kree Watch）的女領袖，卡塞爾斯的忠誠下屬兼保鏢。她一向話不多、殺人不眨眼，能自由操縱兩顆鐵球。於尋找黛西的任務中，在失重环境下被黛西用铁棍穿插身体而死。
- 格里爾（Grill；普魯特·泰勒·文斯（英语：Pruitt Taylor Vince）飾[52]）

一位脾氣粗暴的工頭，泰絲的上級，總是對下屬頤指氣使，同時不易被愚弄。當他最終發現考森等人的真實身份後，在上報之前則被剛轉換為異人的佛林特用石頭砸死。
- 佛林特（英语：Flint (Marvel Comics)）（；考伊·史都華（英语：Coy Stewart）飾[52]）

燈塔的一位少年，父母死後和泰絲結成好友，他與神盾局特工相遇時，獲得機會能證明他擁有能夠做大事的能力。但他不久後則成為一名能夠控制並集中碎石來攻擊的異人，隱藏過程中熟練能力。最後成為協助考森等人回到過去的關鍵人物，運用他的能力將白色巨石重新拼湊，完成使命後留在未來幫忙重建人類文明。後來，神盾局對抗伊賽爾過程中，他被伊賽爾掌有的三塊巨石加上麥克和埃琳娜的記憶以“克隆人”形式創造出來，保留原先意識、記憶和異能，他被伊賽爾弄傷腿後被麥克救離，最後被派珀撤離出現場療傷。這段期間幫費茲和潔瑪看管重要物品，一直等到他們的任務結束回歸。隨後，在這個世界從新開始的他，成功進入神盾局學院就讀，並加入梅的課程。
- 海爾（；凱薩琳·丹特（英语：Catherine Dent）飾[53]）

一位笑裡藏刀的美國空軍准將，在塔伯特中槍昏迷後負責追尋神盾局的人員及一切事物。而她同時隸屬九頭蛇，從小接受著九頭蛇教育長大，和賈斯伯·西德維爾和沃夫岡·馮·史特拉克等九頭蛇大人物為同學關係。如今九頭蛇沒落、上級均身亡後開始獨當一面，為了應付聯盟威脅不惜將女兒露比送入「世界毀滅者計劃」。最後卻錯估形勢而導致露比被殺，悲痛的她開始四處尋找依靠，最後被獲得重力鎓力量的塔伯特擠碎全身致死。
- 露比·海爾（Ruby Hale；德芙·卡梅隆飾[53]）

海爾的女兒，狡黠又聰明的年輕女孩，將黛西當成嚮往的英雄，而她同時也是善用環刃的刺客。從小同樣受九頭蛇教育長大，組織被母親接管後遵從她的嚴格訓練，夢想在未來成為強大的「世界毀滅者」。但她因為內心黑暗，逐漸不被母親接受作為實驗之選，她開始和沃納爾·馮·史特拉克合作來自行處事。求勝心切的她因為不聽勸阻而進入粒子注入艙，實驗完成後開始被後果折磨，最後能力無法控制之下被埃琳娜用她自己的環刃劃開喉嚨致死。
- 夸瓦斯（Qovas；彼得·曼薩赫飾[54]）

雷默斯人，銀河聯盟的六大領袖之一，海爾背後的主人，為尋求重力鎓而依靠海爾。在重力鎓被塔伯特獲取並融合後聽命於他，最後被梅和迪克擊敗後，他身在的艦橋也被他自己發射的導彈炸毀而粉身碎骨。

### 第六季
- 凱勒（；盧卡斯·布萊恩特飾）

神盾局新進探員兼飛行員，同時加入由麥克指揮的打擊小組隊員，有時負責跟梅一起招募新兵。在埃琳娜跟麥克相處時間逐漸變少後，他成為埃琳娜的新男友，跟她交往一年卻遲遲無法跟身為他局長的麥克開口。在解剖體內被感染外星寄生蟲「伯勞」的受害者時，不慎受寄生蟲爬入體內而受感染，身體頓時水晶化且變成“起爆裝置”，最後迫使埃琳娜無從選擇而將他刺殺以避免炸毁基地。
- 馬庫斯·班森（Marcus Benson；貝瑞·沙巴卡·亨利（英语：Barry Shabaka Henley）飾[55]）

前卡爾佛大學自然科學教授，智商超群，曾經跟安德魯·迦納是同事兼好友關係。丈夫湯瑪士多年前死於車禍，如今被梅和麥克招募進神盾局，以幫忙重建學院並教授新人，一段時間裡頂替費茲和潔瑪的實驗室解析工作。
- 賈科（；溫斯頓·詹姆斯·法蘭西斯（英语：Winston James Francis）飾[56]）

中士身邊的傭兵之一，身材高大壯碩，精通武器知識，一向為團隊出力，身體具有“火龍”屬性。他原是一名焙烤師，身為家族中最小的成員，所來自的星球滅亡使他孤身一人，被中士收留後聽命於他。一度被神盾局抓獲，跟埃琳娜建立一點友誼，直到最後深知中士過於蠻幹，選擇幫助神盾局奪回局勢。協助營救費茲和潔瑪後決心完成使命，最後犧牲自己炸毀伊賽爾的船。
- 派斯（；麥特·歐黎瑞飾[56]）

中士身邊的傭兵之一，團隊中的爆破專家，嘴巴不停歇，待人有著一副幽默的風範。在隊伍中最為貪生怕死，幾次將中士的秘密說漏嘴，最後被埃琳娜挾持時，因會造成阻礙而被中士槍殺身亡。
- 雪花（；布魯克·威廉斯（英语：Brooke Williams）飾[56]）

中士身邊的傭兵之一，行為浪蕩、嗜殺成性的年輕女孩，總是把“蝴蝶”一詞掛在嘴上。情緒容易失控，對中士非常忠誠，直到在裝設炸彈的貨車中被中士拋棄而投靠神盾局，使她姑且獲得信任，還跟迪克越見曖昧。
- 瑪拉基（Malachi；克里斯多夫·詹姆斯·貝克→喬斯·葛倫尼-史密斯飾[55]）

長生人，姓名取自《瑪拉基書》。一位高大壯碩、冷血殘酷的「獵人」，奉命在宇宙之間執行任務及待命。起初聽命於阿塔拉，以「篡改宇宙」為由而負責幫她活捉費茲，藉以強迫他交代時間旅行的方法。但隨著費茲和潔瑪被伊諾克救離，他準備靠兩人腦中的數據來佔領地球、重塑母星，掀起叛變背叛阿塔拉，帶領其他獵人佔領燈塔基地，獲取到神盾局的一切資源。然而最後是神盾局打贏時間戰役，導致他伴隨其他的長生人軍團一同被改寫程序，集體遭修改為神盾局的“盟友”而改邪歸正。
- 伊賽爾（Izel；卡洛琳娜·懷德拉（英语：Karolina Wydra）飾[55]）

一位來自遠方星系的紅髮傭兵，起初給人一種獨立又有錢的樣子，後來證實她實為一位存活數千年的古老實體，還身為陸續毀滅星球的伯勞群體之創造者，極力想尋回屬於她的三塊巨石；原名「蒂亞拉」（Di'Allas）。她身為中士的最大“宿敵”，數百年來被他追殺，毀滅長生星二號時受他干預而損失身邊所有部下。逃至基特森星準備前往地球時招募費茲和潔瑪，靠近地球時被兩人注意到不懷好意，因此靠附身能力滲透進神盾局殺死戴維斯，奪得封存巨石能量的球體後附身於埃琳娜逃出基地，回到自己的瑪雅古廟進行打開通往她家鄉次元的儀式。即使她最終使中士恢復原來意識、倒戈背叛神盾局，她最終在即將連通現實與自己家鄉次元之際，被梅從背後用中士的劍刺穿胸膛而消滅。
- 角色改編自瑪雅神話中的女神伊希切爾，其後來被引進漫威漫畫中，與天神族有著密切關聯。

### 第七季
- 路克（；路克·貝恩斯（英语：Luke Baines）和托拜斯·耶利克（英语：Tobias Jelinek）飾[57]）

長生人，姓名取自聖經人物路加。聽命於指令的無情獵人，受令穿越時空至過去年代來制止神盾局創建，行動過程中奪走並更換上1931年時紐約警局第四分局的警監威廉·道爾（Capt. William Dole）的臉龐以隱藏身份。起初試圖暗殺九頭蛇的未來領袖佛雷迪，但被神盾局阻擾後只能到下一個年代。行動屢次受阻迫使他一次又一次地變更計劃，直到1955年時決定從過去慢慢下手，留在馬利克身邊協助他滲透進神盾局，過程中得以安排長生人的未來。在接下來的三十年裡，負責將大量長生人滲透進人類社會中，直到再次被神盾局挫敗完美計劃，最後被發現真相的瑞克·史東納將軍當場擊殺，終結他一直以來釀造的多數歷史改動。
- 威爾佛雷德·「佛雷迪」·馬利克（Wilfred "Freddy" Malick；達倫·巴奈特和尼爾·布萊索（英语：Neal Bledsoe）飾[58]）

吉迪恩和奈森尼爾·馬利克之父，1931年時是劍魚地下酒吧的門侍，表面上是一名助人為樂的打雜小夥，但因家族自從華爾街股災過後窮困潦倒，打算跟九頭蛇聯手來為家族重振旗鼓。身為九頭蛇未來領袖的他，被長生人視為“威脅”而受追殺，受考森的團隊保護期間選擇獨自離開，將超級戰士血清遞送給九頭蛇，經過努力往上爬而在20年後成為組織的領袖。之後受到“臨時變更計劃”的長生人大軍輔助，使他不僅活過本該去世的年代，甚至成功滲透進神盾局擔任高層，著手“提前四十年”的洞見計劃。在1976年時在家觀看洞見計劃衛星發射場面，遭受神盾局圍捕且再次跟迪克碰面，但這次他直接被迪克槍殺身亡而永絕後患。
- 茜比爾（Sybil；塔瑪拉·泰勒飾[59]）

長生人的預測者（Predictor）兼軍師，姓名取自古希臘女先知西比拉。能以肉身及數據身存活，主要靠閱讀歷史和時間流來預測未來，推論出精確結論和答案來出謀劃策。當考森在1976年時以“自我犧牲”方式摧毀整艘船體後，她躲進旁邊小鎮的電網中存活下來，在接下來的十年中一直在策劃復仇，決定繼續以修改過去的方式下手，跟掌握異能力的奈森尼爾聯手組建大軍對抗神盾局。這段期間聯繫上長生人的母星，聯合艦隊前來入侵地球，但最後不僅預知失敗、整體艦隊也被帶往原始時間線。憤怒之下命令該地球上的所有長生人格殺勿論時，卻剛好正中考森一行人的下懷，地球上的軍隊全部遭到修改使她全盤皆輸，最後伴隨著炸毀的母船葬身火海。
- 丹尼爾·蘇薩（英语：Daniel Sousa）（；恩維爾·喬卡亞（英语：Enver Gjokaj）飾[60]）

二戰老兵，在戰爭中失去一條腿，退伍後加入戰略科學軍團擔任探員，但殘疾且需要靠拐杖行走的他在局裡受到同事偏見，因而跟佩姬·卡特產生共鳴，同時對她富有過好感，儘管知道她“心有所屬”。數年後，他擔任神盾局位於51區的研究基地站長，本應在1955年7月22日被九頭蛇在一間洛杉磯酒店中刺殺，但他無意間跟機械考森以及未來的神盾局特工們相會，自己的死亡被“偽造”，而他本人加入神盾局行列離開過去。花時間適應未來科技以及現代生活，裝上潔瑪為他造的特殊義肢得以自如行動，盡全力協助隊伍的同時，喜歡上獨立堅強、能力出眾的黛西。任務結束後繼續留在她身邊，在未來見一些他從未見過的新世面。
- 角色創始於以佩姬為主角的漫威電視劇《卡特探員》，而恩維爾·喬卡亞曾經在電影《復仇者聯盟》中客串過一名紐約市警察。

- 蔻拉（；黛安·杜安（英语：Dianne Doan）飾[62]）

1983年時來世家園的異人少女，具有製造並控制能量的強大異能，身為嘉穎的第一個女兒，黛西同母異父的姐姐。轉化結束後卻無法控制住異能，同時對嘉穎的過渡方式難以忍受；在原始時間線中，備受煎熬的她最後吞槍自殺，為嘉穎留下一大遺憾、進而造成黛西的誕生。但在這條新時間線中，她被奈森尼爾誘惑而加入其勢力，認為“以暴制暴”才是正確方式。但內心還是富有少許良知，一度想跟神盾局聯手，但方式不被考森一行人認同。最後得知母親死於跟從的奈森尼爾之手後，聽從黛西的勸告而背叛敵人，協助神盾局撥亂反正，並最後為掉進太空幾近凍死的黛西重新注入生命力。姐妹倆因此解開心結，此後留在一起守護著彼此。

## 客串演員

### 第一季
- 史崔登醫生（Dr. Streiten；榮恩·葛拉斯飾，粵語配音：陆颂愚）

一位參與「大溪地計畫」的一位醫師，在考森進行實驗時就在場，也因此背負著大溪地的真相而苦惱多時，最後向知道一切的考森坦承真相，之後就從此銷聲匿跡。
- 艾斯·彼得森（Ace Peterson；阿賈尼·賴特斯特飾）

麥克·彼得森的親生兒子，是彼得森唯一的親人，在彼得森被蓋瑞特控制住後被劫為人質，直到被絲凱救出後才讓彼得森脫身。
- 富蘭克林·霍爾（Flanklin Hall；伊恩·哈特飾，粵語配音：利耀堂）

加拿大著名物理學家，費兹和潔瑪學生時代的導師，被伊恩·奎恩綁架至馬耳他研究重力武器。最後掉進自己設計的重力鎓中，但性命還是保住、只是和重力鎓融為一體。最後他身在的重力鎓被奎恩奪走後，受蕾娜干預而將奎恩也一起吞噬進去。銷聲匿跡後直到重力鎓被海爾的九頭蛇陣營尋獲，作為「世界毀滅者計劃」的重要元素，最後縱使塔伯特成為身體注入重力鎓的人選。但當塔伯特落敗而掉進太空後，他身在的重力鎓也一起陪葬。
- 艾迪森·坡（Edison Po；卡倫·道格拉斯飾，粵語配音：蘇裕邦）

蜈蚣組織的核心成員，前海軍陸戰隊隊員，犯下殺人罪後被關進監獄，之後一直秘密在監獄中指揮蜈蚣組織的行動。對考森施行嚴刑拷打打算套出他頭腦裡的秘密，但由於始終沒有套出訊息而被千里眼刺殺，工作也由蕾娜接替。
- 陳浩然（Chan Ho Yin；路易斯·小澤·張簡飾）

一位來自香港的控火異能者，不怕火源於他體內的血小板，被蕾娜找上後綁架過去移除血小板作為實驗樣本。雖然最後被神盾局救出，但卻陷入瘋狂狀態，控制不住之下被考森用絕境病毒炸死。
- 艾利葉·藍道夫（Elliot Randolph；彼得·麥克尼可飾，粵語配音：蘇裕邦）

一位教導北歐神話的大學教授，真實身份為一個在地球上存活幾千年的阿斯嘉武士，身份首先被考森等人發現，後來協助他們偵破阿斯嘉手杖的案件就保住身份，最後成為他們的盟友。在調查黑色巨石的事件中被費茲找上，協助他們解開巨石之謎且找到運行巨石的城堡，讓費茲最終將困在另一邊的潔瑪救回來。
- 唐尼·吉爾（英语：Blizzard (comics)）（；迪倫·明尼特飾）

神盾局學院高材生，研發一個可以製造寒冰風暴的超級冰凍器而獲得凍結的超能力。因為能力無法控制而被神盾局觀察，卻被九頭蛇利用並催眠，最後被絲凱槍擊墜入海中而下落不明。
- 蘿蕾萊（英语：Lorelei (Asgardian)）（；艾琳娜·莎汀飾，粵語配音：羅婉楓）

一個通過身體觸碰、使所有男人屈服於她的魅惑女妖，被關在阿斯嘉的地牢時借機逃亡至地球。曾控制過沃德和費茲，並準備籌備大軍征服地球，最後被希芙抓回阿斯加德監禁。
- 湯瑪士·納許（Thomas Nash；布萊德·道里夫飾）

一個坐著輪椅的植物人，被千里眼聯手用來騙考森一行人的一個誘餌，讓他們相信其為真正的千里眼，最後被沃德一槍射殺。
- 奧黛莉·納森（Audrey Nathan；艾美·艾克飾）

大提琴家，考森的前女友，一開始被馬庫斯·丹尼爾傾慕而生活受到威脅，得到考森的救助後而逐漸愛上他，得知考森陣亡後悲痛不已。如今開始走出悲傷，而至今都不知道考森復活的事情。
- 馬庫斯·丹尼爾（英语：Blackout (comics)）（；派翠克·布倫南飾）

一位被黑暗能量實驗波及的異能者，可以吸走各種能量，甚至是人體。非常愛慕奧黛莉，將她稱為「黑暗中的一絲光明」，以至於開始盡其所能地糾纏著她不放，起初被考森抓獲而受神盾局關押。如今神盾局的淪陷使他逃獄後，繼續回去糾纏奧黛莉，最後被考森等人用科學手段消滅。
- 梅蓮（；周采芹飾）

梅的母親，生活在加拿大安大略，和女兒聚少離多，似乎也是特工出身。

### 第二季
- 伊莎貝兒·哈特利（Isabelle Hartley；露西·勞倫斯飾）

英國雇傭兵領袖，杭特的上司與好友，在搶奪隱形戰機的任務中，因空手觸碰到「方尖碑」因而手變得潰爛，並要求將其手砍下後，還是被卡爾·克里爾製造的車禍殺害。
- 卡拉和喬治·塔伯特（Carla and George Talbot；拉奎爾·迦納和傑克·費雪飾）

塔伯特准將的妻子和兒子，母子倆隨著塔伯特跟神盾局之間的聯繫而屢次受牽扯。
- 肯尼斯·托金（Kenneth Turgeon；亞當·庫伯西飾）

九頭蛇的一位科學家，在潔瑪臥底時的研究機構裡和她合作過一些研究，隨後被潔瑪情急之下陷害而被視為叛徒後被抓去拷問。後來在框架世界中，他再次以九頭蛇科學家的身份出現。
- 克里斯迪安·沃德（Christian Ward；提姆·德凱飾）

沃德的哥哥，美國參議員，塔伯特准將的上級。被沃德綁架、拷問下坦承他童年時迫害幼弟的過錯，隨後跟著父母被沃德集體殺害後偽裝成自殺。
- 馬庫斯·史卡洛蒂（英语：Whiplash (comics)）（；佛克·亨謝爾（英语：Falk Hentschel）飾）

九頭蛇的一位僱傭兵，受令假扮成神盾局人員襲擊聯合國會議現場以栽贓嫁禍，襲擊神盾局安全屋時被梅擊敗且抓獲。
- 塞巴斯蒂安·德瑞克（Sebastian Derik；布萊恩·范·霍特飾）

前神盾局刺客，大溪地計劃的實驗對象之一，如今靠身體上的刺青圖文來回憶起一切，屠殺其他實驗對象後引起考森注意和親自追查，但在最終決戰時，考森和他一起找到圖文的真相而冷靜下來。
- 梵塔克（Vin-Tak；艾迪·麥克林托克（英语：Eddie McClintock）飾）

克里人，被克里帝國派遣來到地球尋回所有方尖碑，並且消滅所創造出的異人。他的行動受到希芙的追尋，一度用法術讓她失憶，被神盾局捕獲後解釋他的目的，但被考森制止後消除記憶送回他的星球。
- 湯瑪斯·卡德隆（Tomas Calderon；寇克·艾薩維多飾）

神盾局高層，但隸屬岡澤勒斯的派系，同樣跟隨他進入操場總部接管。但在追蹤絲凱的行動中，他被絲凱用能力誤傷後送去救治。
- 歐布萊恩（O'Brien；德瑞克·菲利普斯（英语：Derek Phillips (actor)）飾）

神盾局特工，老成員之一，在追捕貝里克夫母女的行動中首次現身。隨後加入考森的新神盾局，但在追捕蜂巢的任務中，他不慎誤觸由蜂巢改造的水晶迷霧而被轉化成原始異人。
- 伊娃和凱蒂亞·貝里克夫（Eva and Katya Belyakov；溫特·艾芙·索利（英语：Winter Ave Zoli）和艾娃·艾可斯（英语：Ava Acres）飾）

一對具有敵意的俄羅斯異人母女，能力均是靠觸碰來吸食他人情緒且加以操縱，因為不相信嘉穎的理念而逃出來世躲到巴林。她們被神盾局注意到後，引發他們跟本地黑幫的鬥爭，最後只剩下梅一人獨自對抗。伊娃喪生後，凱蒂亞被梅基於保護同仁而忍痛殺死，被迫殺她對梅造成難以抹去的心裡陰影。但在框架世界中，凱蒂亞成功被梅拯救而作為難民送往美國，但不久後再次釀成一場校園慘劇，同樣為梅造成更深的精神衝擊。

### 第三季
- 威廉·梅（William May；吳漢章飾）

梅的父親，並不是特務出身，很早以前就跟妻女分開。直到現在跟女兒梅團聚，最後奉勸她重操舊業。
- 威爾·丹尼爾斯（Will Daniels；狄龍·凱西飾）

美國太空人，2001年時被美國宇航局安排吸入巨石中，職責是保護在星球上研究的其他三位科學家。在小隊集體自殺後成為唯一的倖存者，獨自在星球地洞中建立藏身處度過十四年。之後營救被困在星球上的潔瑪與她相處整整半年，並與潔瑪產生情愫。之後在費茲前來救援時，為了保護潔瑪離開而被迫犧牲自己。他受傷死亡的屍體隨後被古老異人「蜂巢」作為宿主。在費茲與沃德等人抵達死星後被費茲所救，交代完事情後因為腿傷而暴露身份，企圖去襲擊費茲時看見離開星球的機會，最後被費茲以信號彈燒毀且火化屍體。但蜂巢還是從他的焦屍中脫離，最後找到死在一旁的沃德作為宿主。
- 湯瑪士·沃德（Thomas Ward；泰勒·里特（英语：Tyler Ritter）飾）

沃德的弟弟，是沃德唯一在乎的人，年幼時被哥哥克里斯迪安命令的沃德扔下水井。雖然之後一直被沃德道歉，但因為沃德多年來越加偏激，還企圖放火殺死父母與大哥克里斯迪安而對沃德有恐懼。成年後為了逃離沃德而改名換姓隱藏起來，直到被考森為了探尋沃德而找去問話，並交代自己同樣對沃德的行徑感到無法接受。
- 維克多·雷蒙（Victor Ramon；彥西·艾利亞斯（英语：Yancey Arias）飾）

哥倫比亞波哥大警局的腐敗警長，長年靠敲詐本地居民來維持勢力，殺死過埃琳娜的表兄，作為埃琳娜的主要敵人。
- 路西歐（Lucio；蓋博瑞·薩爾華多飾）

一個擁有注視石化能力的異人，是哥倫比亞警隊的一份子，任何人只要和他的眼睛對視都會被石化幾小時。被九頭蛇帶走後遭到蜂巢納入，最後在突襲時被喬伊殺死。
- 安東·皮特羅夫（Anton Petrov；拉佛·伊斯彥諾夫（英语：Ravil Isyanov）飾）

異人研討會的俄羅斯代表，跟馬利克有著建立異人家園的合作關係，直到商量過程中被芭比殺害。
- 狄米崔·歐申克（Dimitri Olshenko；安德烈·休斯飾）

俄羅斯總理，來到西伯利亞商量異人家園途中被杭特和芭比聯手拯救，但將他們倆視為兇手，在考森請求之下最終決定赦免他們。
- 史蒂芬妮·馬利克（Stephanie Malick；貝珊妮·喬伊·蘭茨（英语：Bethany Joy Lenz）飾）

馬利克的女兒，同身為九頭蛇高層兼忠誠信徒，雖然崇拜著父親的理念，但之後瞭解父親背叛兄弟的過錯後，被蜂巢當作犧牲品而死。
- 魯本·麥肯錫（Ruben MacKenzie；蓋烏斯·查爾斯（英语：Gaius Charles）飾）

麥克的弟弟，跟哥哥關係僵化，一度相信看門狗組織的理念而準備加入他們，直到目睹麥克的拼命以及黛西救他一命後才改變想法。
- 查爾斯·辛頓（Charles Hinton；拜恩·約翰森飾）

一位能夠通過觸碰、來讓對象預見到未來之能力的異人，轉化之後被迫和家人疏離，逃亡在外時邂逅黛西等神盾局特工們。他被九頭蛇抓走後作為對蜂巢的奉獻，即將被神盾局救到卻還是被馬利克打死。臨死前拜託黛西保護好他的妻女，同時讓她觀望會失去一份子的未來景象，而景象最終對應林肯的悲壯犧牲。

### 第四季
- 奈桑森（Nathanson；布雷茲·米勒飾）

神盾局探員，大多數時間是在實驗室中為潔瑪服務，但當他在艾達工作室中發現梅被機械人調包過後，被身後的艾達殺害滅口。
- 普林斯（Prince；瑞卡多·沃克飾）

神盾局探員，攻堅部隊之一，同樣身為梅的下屬。
- 喬瑟夫·鮑爾（Joseph Bauer；科爾·史密斯飾）

露西的丈夫，和她一起在動力源實驗室工作，致力於研究出黑書描述的技術，卻被打算私吞一切的伊萊打至重傷後昏迷數年，最後被露西觸碰後身亡。
- 佛德瑞克、雨果和文森（Frederick, Hugo and Vincent；丹·多諾休、沃德·羅伯茲和烏斯曼·艾利（英语：Usman Ally）飾）

鮑爾夫婦的動力源實驗室的三位科學家，一起研究黑書的資料，但他們三人均被伊萊陷害而變成幽靈，被露西集體釋放後一起去劫走獄中的伊萊，但最後集體被羅比一個一個燃盡殺死。
- 維傑·納迪爾（Vijay Nadeer；馬尼什·達亞爾（英语：Manish Dayal）飾）

納迪爾的異人弟弟，轉化過程中因不明原因而經歷七個月週期，隨後被潔瑪釋放出來。遭仇視異人的姐姐愛倫開槍擊中後被棄屍於海中，卻進入第二次泰瑞根轉化而保住一命。他同時也出現在霍登的框架世界中，用假名「傑森·拉詹」（Jason Rajan）隱藏在群眾裡。
- 塔克·沙克利（Tucker Shockley；約翰·派珀-弗格森飾）

看門狗的軍隊總指揮，為納迪爾賣命，一直跟在她身邊。奉上級的命令來測試納迪爾是否有異人基因，卻陰錯陽差地將自己轉化為一個能夠自爆的異人，決定靠摧毀神盾局來證明自己，卻搶先被神盾局通過科學儀器捕獲。
- L·T·柯尼吉（L.T. Koenig；亞提米絲·帕博達尼（英语：Artemis Pebdani）飾）

神盾局探員，柯尼吉兄弟的姊妹。
- 艾利斯托·費茲（Alistair Fitz；大衛·奧哈拉飾）

費茲的親生父親，較為自私、對兒子十分無情，早在費茲十歲時就棄子離去，造成費茲在沒有父親的陪伴下變得能屈能伸、聰明過人。然而在框架世界裏，他陪伴著兒子費茲長大，並將費茲教育成為了和他一樣冷血無情的人。最後被潔瑪拿槍挾持，負責打電話讓費茲回頭，但後來拒絕合作而用電話和兒子以示告別，試圖襲擊潔瑪時被她一槍射殺身亡。
- 埃文斯和路卡斯（Lt. Evans and Lt. Lucas；茜比·艾倫和喬·萊頓飾）

兩位隸屬美國空軍的中尉，埃文斯目睹會議上的塔伯特被槍擊後，將罪歸於神盾局身上。兩人隨後幫海爾準將查緝神盾局所在處以及審問唯一留下的費茲，但由於調查未果。加上費茲屢次逃脫，任務失敗的兩人最後共同被海爾槍殺滅口。

### 第五季
- 維吉爾（Virgil；丹尼茲·艾登尼茲（英语：Deniz Akdeniz）飾）

一位來自未來的燈塔工人，從小就堅信神盾局特工會穿越時空拯救他們的預言，但他剛迎接神盾局特工不久就被該層的蟑螂群殺死。
- 澤夫（；凱提·威廉斯飾）

格里爾的左右手，對考森等人有種不信任感，最後雖然發現他們的實情，但被埃琳娜情急之下栽贓嫁禍他私藏武器後，被放逐到地球表面變成蟑螂群的食物。
- 艾娃（；塔妮莎·哈伯飾）

卡塞爾斯的一位女傭人，時常受到潔瑪照顧，在對抗卡塞爾斯的最終決戰時，她在潔瑪的幫助下疏散出燈塔而重獲自由。
- 芭莎（；萊亞·吉斯特德（英语：Rya Kihlstedt）飾）

一位外星貴婦，種族未知，地位高於卡塞爾斯，一向和他作奴隸販賣生意。
- 班（；麥柯·奧利維耶飾）

卡塞爾斯身邊的異人戰士之一，擁有讀心術，亦能心靈相通。和黛西的結為夥伴，協助她和潔瑪隱瞞過神盾局來此的事情，這也導致他最後因謊言被發現而慘遭瑟娜拉殺害。
- 佛納克（Faulnak；薩繆爾·羅金飾）

克里人，卡塞爾斯的哥哥，為人高傲、自以為是，因弟弟卡塞爾斯曾經在戰場逃跑而相當輕視他。而他對弟弟無止境的嘲諷，最終使卡塞爾斯用人類的槍械將他從背後刺殺身亡。
- 馬斯頓·達（Maston-Dar；雷明頓·霍夫曼飾）

克里人，佛納克的保鏢兼左右手，負責追逐逃跑的考森一行人，但他在追逐過程中被瑟娜拉暗殺身亡。
- 山繆·沃斯（Samuel Voss；邁克·邁克格拉迪飾）

前燈塔居民，作為信仰「先知」蘿蘋·辛頓的忠實信徒（True Believers）之一，和她一起被放逐至地球表面後藏身於棄置的和風一號上。但他久而久之開始失去信仰，自作主張想要靠殺死黛西以阻止她回到過去毀滅世界，但被考森等人擊敗後被關起來，最後被迪克等人放逐至地球表面。
- 瑞克·史托納（Gen. Rick Stoner；派屈克·華博頓飾）

神盾局於1970年代的將領，地下堡壘「燈塔」的建造者，建造燈塔是為了抵禦地球發生的任何重大災難，僅以智能影像的方式現身。而在神盾局和長生人之間的時間戰役中，他無意間牽扯進兩者的鬥爭，被對方矇騙發動當時已“提前幾十年”的洞見計劃，最後還是在考森和梅的相救之下才發現真相，於是協助他們逃出基地，自己則留下來掩蓋內幕。
- 諾亞（；喬爾·大衛·摩爾（英语：Joel David Moore）飾）

長生人，姓名取自聖經人物挪亞。與伊諾克同是地球上的人類學家，負責看守燈塔。這次負責迎接回到過去的考森一行人。但在回收海爾佈置的訊號儀器時不慎誤觸陷阱，為了保護在場的費茲和黛西而和爆炸的儀器同歸於盡。
- 東尼·凱恩（Tony Caine；傑克·布西飾）

前神盾局學院學生，外號「糖果販」（Candy Man），麥克的老同學。為人仗義，年輕時擅長為其他朋友提供所需，也因為無心求學而被逐出學院，如今變成為罪犯提供新身份資料的撤離者。他首先被考森等人找上尋找重力鎓的所在地，後來也被黛西和梅拜託尋找能保住考森一命的一切所需。
- 塔瑞恩（Taryan；克雷格·帕克飾[63]）

克里人，銀河聯盟的六大領袖之一，是考森等人在未來對抗過的卡塞爾斯之父親，向塔伯特表示薩諾斯正在前往地球。

### 第六季
- 福克斯（Fox；李維·米登（英语：Levi Meaden）飾）

神盾局新進探員，跟凱勒是鄰鄉好友，兩人幾乎無話不談且合作無間。但在博物館行動中，正要逮捕雪花時一度將中士錯認成“神盾局前局長”，遲疑之下被中士槍殺身亡。
- 汀克（；賽維爾·希曼尼斯飾）

中士身邊的傭兵之一，身為機械工程專家，陪賈科穿越至地球過程中不慎因傳送門失效而死在混凝土墻壁上。全身只剩下上半身，屍體被神盾局尋獲後帶回去分析，找到許多能夠追查中士一行人的線索。
- 威洛（；保羅·特爾佛（英语：Paul Telfer (actor)）飾）

西維亞人（Sivian），具有仇外心理，是費茲和伊諾克所藏身的艦艇管理員。看中費茲的修復能力而意圖殺死其他船員，執意要這麼做之下受費茲設計，最後自食其果而被吸進太空致死。
- 普托瑞斯·普萊斯（Pretorious Pryce；克拉克·米德爾頓飾）

納洛-阿奇亞星的海關管理員，負責接納並登記所有來往星球的船隻，執意迎接到來的和風一號，由於他登記過費茲和伊諾克的艦艇，而讓潔瑪一行人以及瑪拉基得知費茲身在基特森星。
- 博爾和托德（Boyle and Toad；史考特·克魯斯和提傑·阿爾瓦多飾）

兩位來自基特森星的碼頭卸貨員，一時興起截下費茲和伊諾克的工程船來為己所用，直到船被費茲、潔瑪和伊賽爾搶回後轉去為她工作。回去地球期間，兩人都被伊賽爾的伯勞寄生成為聽命於她的宿主，隨著賈科炸毀整艘船，他們也一同喪命。
- 索柯雅（Sequoia；茉莉莎·譚雀羅安（英语：Maurissa Tancharoen）飾）

一位熱衷Instagram的網紅，迪克獨創公司時認識的女友，並且也是職員之一。靠社交媒體幫迪克做宣傳，這次因迪克受中士一夥追殺，受驚嚇的她後來愛上臥底在迪克身邊的神盾局特工崔佛·可汗。
- 茉莉莎·譚雀羅安亦是本劇集的開發者兼節目統籌之一。

- 崔佛·可汗（Trevor Khan；謝努·巴拉飾）

神盾局特工，奉麥克的命令臥底在迪克的公司中擔任技術人員，以防止迪克過度宣揚以及“剽竊”神盾局的技術。在抓獲中士一行人後回到神盾局，跟在麥克身邊協助，但在長生人軍團攻佔燈塔時不幸遭到處決。
- 迪亞茲（Diaz；潔莉-妮可·洛夫飾）

神盾局女特工，身為打擊小組一份子，在和風一號上執行任務。一度被中士開槍射傷肩膀，後來也成為長生人攻佔燈塔時的倖存者之一。
- 阿塔拉（Atarah；雪莉·索姆（英语：Sherri Saum）飾）

長生人，擁有女性形象的將領，是伊諾克的前上級。母星被伊賽爾製造的“瘟疫”毀滅後領導末世後的長生人，佔領銀河聯盟的艦隊持續追尋費茲與其他相關人物，有意想獲得時間穿越方法來回到過去拯救母星。但因費茲和潔瑪逃跑、所想的方法徒勞無功，她慢慢被手下人認為沒資格當領袖，最後受親信瑪拉基背叛且殺害。
- 基特森先生（Mr. Kitson；安東尼·麥可·豪爾飾）

基特森星統治者，從其祖父和父親手中接下管理權，靠耍詐手段享受財富。活捉到先前在賭場引發混亂的費茲、潔瑪三人，原計劃將他們送上斷頭台作為餘興，直到伊賽出錢將他們買下才得以罷休。
- 以賽亞（Isaiah；詹·烏汀（英语：Jan Uddin）飾）

長生人，和伊諾克同是人類學家，被伊諾克聯繫上合作為長生人尋找新家園。但他隨後被瑪拉基更改成獵人，因此背叛且偷襲伊諾克，最後被伊諾克殺死、身上的皮囊也被伊諾克獲取進行偽裝，得以讓他潛入燈塔救出費茲和潔瑪。
- 巴賈德（Baal-Gad；克里斯迪安·歐查飾）

長生人，一位無情的獵人，忠誠於瑪拉基的左右手，跟他一起進行佔領地球。

### 第七季
- 凱恩和亞布（Cain and Abel；喬·瑞根和萊恩·格雷飾）

兩名長生人獵人，姓名取自該隱與亞伯。與領隊路克一同穿越至1931年冒充成本地警察。該隱回去藏屍處清理後患時被黛西和迪克捕獲帶回去審問，遭受潔瑪刑求後供出他們的真正目標，卻也使他停機且融化；而亞伯則繼續跟隨路克執行任務。
- 富蘭克林·德拉諾·羅斯福（Gov. Franklin Delano Roosevelt；喬瑟夫·寇布（英语：Joseph Culp）飾）

1931年時的紐約州州長，同時即將在次年當選美國總統，而在任期中促使戰略科學軍團乃至神盾局的創建，造訪紐約市時被考森一行人誤認為會成為長生人的暗殺目標。
- 薇拉（；諾拉·澤荷特勒飾）

一位與佛雷迪秘密接頭的神秘女子，後來在長生人執行暗殺過程中身受槍傷，被考森搶救回來後證實她身為一名九頭蛇間諜，將從德國帶回的超級戰士血清交給佛雷迪幫忙運貨。
- 傑拉德·夏普（Gerald Sharpe；麥可·加斯頓（英语：Michael Gaston）飾）

1955年時的一位美國國防部高級官員，雖是一名愛國者，但為人極為傲慢自大，因知情神盾局「赫利俄斯計劃」內幕而被來訪的考森一行人抓去審問，最後被放走後誤以為自己被外星人綁架。
- 約翰和莉拉·麥肯錫（John and Lilla Mackenzie；小西戴爾·崔雷特（英语：Sedale Threatt Jr. (actor)）和寶琳娜·布根貝飾）

麥克的親生父母，在新時間線的1976年時被馬利克扣押在燈塔基地，作為脅迫麥克投降的人質。夫妻倆雖然最後被麥克和埃琳娜聯手救出，但後來證實他們夫婦早已被長生人殺害並冒充，迫使麥克忍痛摧毀這對冒牌貨。
- 羅素·費德曼（Russell Feldman；奧斯汀·貝西斯（英语：Austin Basis）飾）

1982年時的一位電腦專賣店店長，生活孤單的他無意間發現藏於小鎮電網的茜比爾，喜歡上她而協助她建造機器身，直到最後才發現自己受她利用，慘遭茜比爾的機器人殺害滅口。
- 迪克小隊（The Deke Squad）：迪克受困1982年時獨自組建的小隊，以搖滾樂隊作為偽裝身份，每人具有不同專長、個性、以及喜好，但均忠誠於隊長迪克與局長麥克[64]。
  - 蘿西·格拉斯（Roxy Glass；蒂佩·紐頓飾[註 1][65]）

迪克小隊中的秘密行動及戰術大師，負責出謀劃策的強悍女性，在樂隊中擔任電子吉他手。
  - 洛尼和湯米·張（Ronnie and Tommy Chang；麥特和約翰·袁（英语：Matt and John Yuan）飾[64]）

一對華裔雙胞胎兄弟，人稱「張氏兄弟」（Chang Gang），兩兄弟一唱一搭、圓滑幽默，都是擅長偽裝、輕鬆融入人群的高手。
  - 歐嘉·帕欽可（Olga Pachinko；喬琳·安德森飾[64]）

迪克小隊中的戰士兼爆破專家，會說俄語以及一小點英文。來自巴爾幹半島的抵抗組織，近戰時善用一把軍刀。
  - 蟋蟀（；萊恩·唐諾胡（英语：Ryan Donowho）飾[64]）

迪克小隊的一員，玩世不恭的毒販，小隊中唯一的非戰士隊員，僅是當樂隊鼓手。在茜比爾控制機器人入侵燈塔時，他首先被殺身亡。
- 李（；文峰飾）

1983年時來世家園的一名異人，具有憑空物化出刀具武器的能力，身為嘉穎的助手。但待人態度極具敵意及鄙視，同時對待年輕異人毫無耐心，他是造成蔻拉企圖自殺、乃至誤入歧途的一大主因，最後被蔻拉用能量燒死。
- 奧斯卡·羅德里奎（Oscar Rodriguez；里卡多·希斯納羅飾）

埃琳娜的已故叔叔，因埃琳娜父親與黑幫之間的糾紛而受到牽連，家裡遭到洗劫時，因埃琳娜偷偷私藏作為祖母遺物的重要項鏈而被黑幫殺害，造成埃琳娜一生都在後悔自己的行為。
- 布蘭登·甘博（Brandon Gamble；史蒂芬·畢肖普（英语：Stephen Bishop (actor)）飾）

1983年的神盾局特工，擔任神盾局的高層之一，長生人消滅神盾局時的倖存者之一，為考森一行人遞交出伊諾克委託他們家族歷代保存的「神秘物件」。
- 葛蕾絲·麥凱（Grace Mulcahey；卡珊卓·巴拉德飾）

1983年的神盾局特工，同是長生人消滅神盾局時的倖存者之一，她同樣持有伊諾克委託保管的「神秘物件」。
- 艾莉亞（Alya；哈洛·哈皮·海克森飾[註 2]）

費茲和潔瑪的年幼女兒，在她們夫妻倆遊歷宇宙、安排時間旅行佈局時出生，隨後為以防萬一而被費茲和潔瑪藏在特殊隔離艙中，睡一覺起來便是父母完成使命回歸的時刻。
比爾·柯伯斯客串一名年老的神盾局特工，同樣是伊諾克最信任的舊識，及時現身遞交最後一塊零件。

## 漫威影視作品客串
- 瑪莉亞·希爾（Maria Hill；寇碧·史莫德斯飾[66]，粵語配音：王梦华）

神盾局副局長，機密安全等級九，為考森的好友，是少數幾個知道「大溪地計畫」实际情况的人物，在神盾局瓦解後來到史塔克工業任職。之後協助考森救回被沃德抓走的絲凱，並勸考森解散機動小隊一同來史塔克工業任職，但被考森婉拒。之後在考森重建組織時在暗中協助他，並與他一起合作「西塔規程」。
- 尼克·福瑞（Nick Fury；山繆·傑克森飾[67]，粵語配音：李家辉）

神盾局局長，机密安全等级十，在被酷寒戰士襲擊重傷不治後，編造自己的假死後協助美國隊長摧毀由九頭蛇指揮的洞見計畫，僅希爾、美國隊長、黑寡婦和其他一些少數人知道他還活著。駕駛直升機營救受困海中的費茲和西蒙斯，並協助考森擊敗蓋瑞特。最後升任考森為新局長，指引考森小隊駐守在秘密基地「操場」後，從此再度銷聲匿跡。
- 費利斯·布萊克（Felix Blake；泰塔斯·威利弗飾[68]）

前神盾局資深特工，曾經是沙箱總部的負責人，在追蹤死亡戰士的行動中受重傷，造成他的雙腿終生殘疾。於神盾局瓦解後就從此下落不明。出院後清除自己的相關記錄並銷聲匿跡，對失去雙腿心懷不滿，同時也遷怒於異能人士。之後成為仇視異人的激進組織「看門狗」的創建者兼幕後領袖，發誓要消滅所有異人，一度為他的贊助者之一馬利克提供過高危管制局的核彈。
- 賈斯伯·西德維爾（英语：Jasper Sitwell）（；麥斯希姆諾·赫南德茲飾[69]，香港配音：陳健豪）

神盾局資深特工，考森的好友，也是復仇者聯盟的盟友，在中心總部擔任情报搜集官。然而他實為一名九頭蛇間諜，自小便在九頭蛇秘密學院受教育，在神盾局中擔任眼線。追蹤死亡戰士的行動中受令去雷姆利亞星號報到，緊接著因參與追捕美國隊長而現出自己的臥底身份，最後因為對美國隊長洩露關於「洞見計畫」的情報被酷寒戰士扔进车流而被卡车撞死。
- 亞當·費森在第五季客串飾演少年時期的西德維爾。

- 希芙（；潔米·亞歴山大飾[70]，香港配音：蔡雁紅）

阿斯嘉戰士，索爾的戰友，為了追緝逃到地球的蘿蕾萊而來到地球，並與考森等人合作成功緝拿她。之後為了追緝來到地球的克里人而回到地球，一度被重創失憶，其後考森等人的協助下恢復記憶且完成任務。
- 佩姬·卡特（Peggy Carter；海莉·阿特维爾飾[71]）

美國隊長二戰時的女友，神盾局的創始人之一。在劇中以歷史回放的方式現身，接替隊長率領咆哮突擊隊，曾經抓捕過隸屬九頭蛇的丹尼爾·懷特霍爾。
- 提摩西·「唐·唐」·杜根（英语：Dum Dum Dugan）（；尼爾·麥當諾飾[71]）

二戰時的美國軍人，咆哮突擊隊的主要隊員，跟隨過美國隊長出生入死，在他“陣亡”後繼續跟隨佩姬·卡特作戰。
- 詹姆斯·「吉米」·森田（英语：Jim Morita）（；肯尼斯·崔（英语：Kenneth Choi）飾[71]）

日裔美國軍人，咆哮突擊隊一份子，美國隊長旗下士兵。
- 李斯特（Dr. List；亨利·古德曼（英语：Henry Goodman）飾[72]）

九頭蛇的高級幹部，專門研究超能力者，與史特拉克是合作夥伴。在九頭蛇遭神盾局追擊過程中，躲藏在北極基地對異人進行各種實驗，但在神盾局的圍攻下走為上策。他隨後前往蘇科維亞與史特拉克男爵會合，卻剛好趕上復仇者聯盟的突襲，最後在清除基地資料過程中被東尼·史塔克一炮轟死。
- 麥修·埃利斯（Matthew Ellis；威廉·桑德勒飾[73]）

美國總統，在異人瘟疫爆發時出面處理，身為高級威脅管制部隊的創辦人之一。之後在羅莎琳·普萊斯建議下，決定和考森率領的神盾局合作處理危機，在杭特和芭比被俄國逮捕時也出面為他們解圍。
- 沃夫岡·馮·史特拉克（Wolfgang von Strucker；喬伊·達福飾[74]）

九頭蛇的科學家兼領袖之一，專攻一些不法人體實驗、機器工程以及人工智能的研究，直到在蘇科維亞被復仇者聯盟逮捕，留獄期間被奧創殺害。他跟海爾與賈斯伯是共同在九頭蛇學院中畢業的同期生，他的兒子沃納隨後也完成他遺留的「世界毀滅者」實驗。
- 在漫威電影系列中，成年的史特拉克由湯瑪斯·柯瑞奇曼飾演。

## 備註
1. ↑  角色姓名致敬第一季的演員榮恩·葛拉斯，葛拉斯在2016年時去世。
2. ↑  劇集第五季中曾介紹過另一名費茲和潔瑪的女兒，同身為迪克的親生母親，由凱蒂·A·基恩飾演，但兩者未確認是否是同一人或同名。